# توماس إدوارد لورنس
الكولونيل توماس إدوارد لورنس (16 أغسطس 1888 - 19 مايو 1935) عالم آثار وضابط جيش ودبلوماسي وكاتب بريطاني، اشتهر بدوره في مساعدة القوات العربية خلال الثورة العربية (1916-1918) وحملة سيناء وفلسطين (1915-1918) ضد الدولة العثمانية أثناء الحرب العالمية الأولى. لقب بـ (لورنس العرب) وهو نفس الاسم الذي استخدم كعنوان لفيلم صدر عام 1962 يحكي عن حياته وكيف ساعد الأمير فيصل في ثورته ضد الدولة العثمانية.
ولد لورنس كطفل غير شرعي لوالدته سارة جونر (1861–1959) التي كانت تعمل مربية ومعلمة أطفال، ووالده السير توماس تشابمان (1846-1919) وهو أحد النبلاء من أصل أنجلو أيرلندي. كان والده قد هجر زوجته الأولى وعائلته في أيرلندا لعيش مع سارة التي أنجب منها لورنس خارج إطار الزواج. في عام 1896، انتقل لورانس إلى أكسفورد والتحق بالمدرسة الثانوية، ثم درس التاريخ في كلية يسوع في أكسفورد من عام 1907 إلى عام 1910، وبين عامي 1910 و 1914 عمل كعالم آثار في المتحف البريطاني، وبشكل رئيسي في كركميش في سوريا العثمانية.
بعد فترة وجيزة من اندلاع الحرب العالمية الأولى عام 1914، تطوع لورنس للإلتحاق بالجيش البريطاني وتمركز في المكتب العربي (الذي تأسس عام 1916) في وحدة استخبارات في مصر. في عام 1916، سافر إلى بلاد ما بين النهرين والجزيرة العربية في مهام استخباراتية وسرعان ما انخرط في الثورة العربية وأصبح حلقة وصل بين القوات العربية وضباط بريطانيين آخرين لدعم حرب استقلال مملكة الحجاز ضد الدولة العثمانية التي كانت تسيطر على تلك المنطقة، عمل عن كثب مع الأمير فيصل (أحد قادة الثورة العربية الكبرى وابن الشريف الحسين بن علي)، وشارك أحيانًا كقائد في العمليات العسكرية ضد القوات المسلحة العثمانية التي بلغت ذروتها بالاستيلاء على دمشق في أكتوبر 1918.
بعد الحرب العالمية الأولى، انضم لورانس إلى وزارة الخارجية البريطانية، وعمل مع الحكومة البريطانية والأمير فيصل. في عام 1922 انسحب من الحياة العامة وقضى السنوات اللاحقة وحتى عام 1935 يخدم كمجند في سلاح الجو الملكي، وخدم لفترة وجيزة في الجيش، خلال تلك الفترة نشر كتابه الشهير المسمى سبعة أعمدة للحكمة (ويترجم أيضا إلى أعمدة الحكمة السبعة) عام 1926، وهي سيرة ذاتية يتحدث فيها عن مشاركته في الثورة العربية. كما ترجم بعض الكتب إلى اللغة الإنجليزية، وألف كتاب «النعناع» (The Mint) الذي شرح فيه بالتفصيل الوقت الذي قضاه كطيار في سلاح الجو الملكي. كان يتراسل على نطاق واسع مع فنانين وكتاب وسياسيين مشهورين وكان وودودًا معهم، كما شارك في تطوير زوارق الإنقاذ البخارية لسلاح الجو الملكي البريطاني.
توفي لورنس في 19 مايو عام 1935 عن عمر يناهز 46 عامًا بعد ستة أيام من تعرضه لإصابات بليغة نتيجة حادث سقوط عن دراجته النارية وكان هذا الحادث بعد شهرين فقط من تركه الخدمة العسكرية، أقيم نصب تذكاري في موقع الحادث تخليدا لذكراه.

## حياته

### طفولته وتعليمه
ولد توماس إدوارد لورانس في 16 أغسطس 1888 في قرية ترمدوق، الواقعة في مقاطعة كارنارفونشاير في ويلز، وكانت ولادته في منزل اسمه (جورفويسفا) المعروف اليوم باسم (سنودون لودج). ترك والده الأنجلو-إيرلندي توماس تشابمان زوجته (إديث) بعد أن أنجب ابنه الأول من سارة جونر (والدة لورانس) التي كانت مربية لبناته. كانت سارة نفسها طفلة غير شرعية ولدت في سندرلاند، والدتها تدعى (إليزابيث جونر) عملت كخادمة لدى عائلة تدعى (عائلة لورانس) وطُردت من وظيفتها قبل أربعة أشهر من ولادتها لسارة، وعرَّفت والد سارة على أن اسمه هو (جون جونر) ويعمل في بناء السفن.

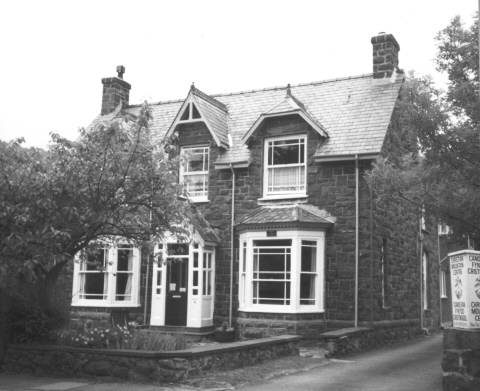
المنزل الذي ولد فيه لورنس في كارنارفونشاير ، ويلز

لم يكن والدا لورانس (سارة وتوماس) متزوجين ولكنها عاشا معًا تحت الاسم المستعار (السيد والسيدة لورانس). في عام 1914، ورث والده كرسي (بارون تشابمان) ومقره في قلعة كيلوا التي كانت منزل عائلة الأجداد في مقاطعة ويستميث في أيرلندا. كان للزوجين خمسة أبناء وكان لورانس هو ثاني أكبرهم سناً، انتقلت العائلة من ويلز للعيش في كيركودبرايت في منطقة جالواي الواقعة في جنوب غرب اسكتلندا، ثم انتقلت إلى دينارد في بريتاني ومنها إلى جيرسي.

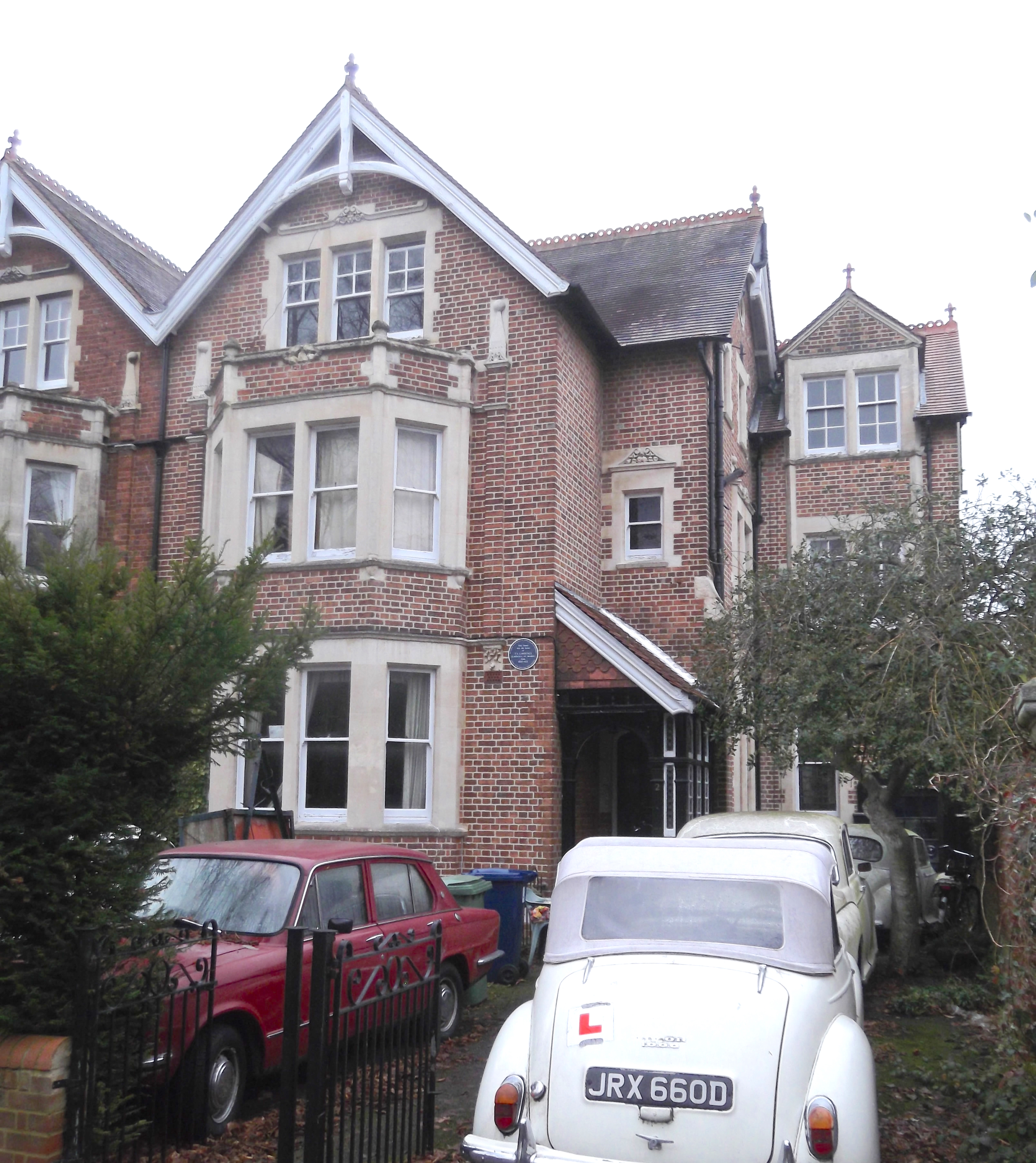
المنزل الذي عاشت فيه عائلة لورانس في أكسفورد من عام 1896 إلى عام 1921.

عاشت العائلة من 1894 إلى 1896 في منزل (الذي هُدم اليوم) يقع في غابة قريبة من الحدود الشرقية لحديقة نيو فوريست في هامبشاير. كان السكن معزولًا، فأُتيحت للشاب لورانس العديد من الفرص للقيام بأنشطة في الهواء الطلق وزيارة الواجهة البحرية. كانت بريطانيا الفيكتورية الإدواردية في ذلك الوقت مجتمعاً محافظاً للغاية، فغالبية السكان هم من المسيحيين الذين اعتبروا الجنس قبل الزواج وخارج نطاق الزواج أمرًا مخزيًا، وأن الأطفال المولودين خارج إطار الزواج هم عار وفضيحة. شعر لورانس بأنه مختلف عن البقية بسبب أنه ولد كطفل غير شرعي، وأنه لن يتمكن من تحقيق نفس المستوى من القبول الاجتماعي والنجاح الذي يحققه الآخرون ممن ولدوا بشكل شرعي، ولن ترضى أي فتاة من عائلة محترمة بالزواج منه لكونه ولد لعلاقة غير شرعية.
في صيف عام 1896 انتقلت العائلة إلى أكسفورد، وعاشت هناك حتى عام 1921. التحق لورانس بمدرسة مدينة أكسفورد الثانوية للبنين من عام 1896 حتى عام 1907، حيث سُمي أحد المنازل الأربعة للمدرسة فيما بعد باسم (لورانس) تكريما له، لكن المدرسة أغلقت أبوابها لاحقا في عام 1966. أصبح لورانس وأحد إخوته ضابطين مكلفين في لواء فتيان الكنيسة (وهي منظمة شبابية أنجليكانية) في كنيسة القديس ألدات.
ادعى لورنس أنه هرب من المنزل حوالي عام 1905 وخدم لبضعة أسابيع كجندي في سلاح المدفعية الملكية في قلعة سانت ماوز في كورنوال. ومع ذلك، لا يوجد دليل على ذلك يظهر في سجلات الجيش.

### رحلات الشرق وعلم الآثار
في سن 15، قام لورانس وصديقه في المدرسة سيريل بيسون بجولة بالدراجة الهوائية في مقاطعات باركشير وباكينغهامشير وأكسفوردشير، وزارا كل كنيسة أبرشية في كل قرية تقريبًا، ودرسا آثارهم وأدواتهم القديمة، وصنعا نماذج ضخمة من النحاس للنقوش والنصب التذكارية التي عثروا عليها، راقب لورنس وزميله بيسون مواقع البناء في أكسفورد وقدموا لمتحف أشموليان أي شيء عثروا عليه. ذكر تقرير المتحف السنوي لعام 1906 أن الصبيان المراهقين (لورانس وبيسون) ومن خلال اليقظة المستمرة حافظوا كل شيء ذي قيمة أثرية تم العثور عليه. في صيف عام 1906 و1907 قام لورانس بجولة في فرنسا بالدراجة وأحيانًا مع بيسون وجمع الصور والرسومات وقياسات القلاع في القرون الوسطى، في أغسطس عام 1907 كتب لورانس: «أعجبت عائلة تشينيون وسكان قرية لامبال بلغتي الفرنسية الرائعة، لقد سئلت مرتين منذ وصولي من أي جزء من فرنسا أتيت منه».

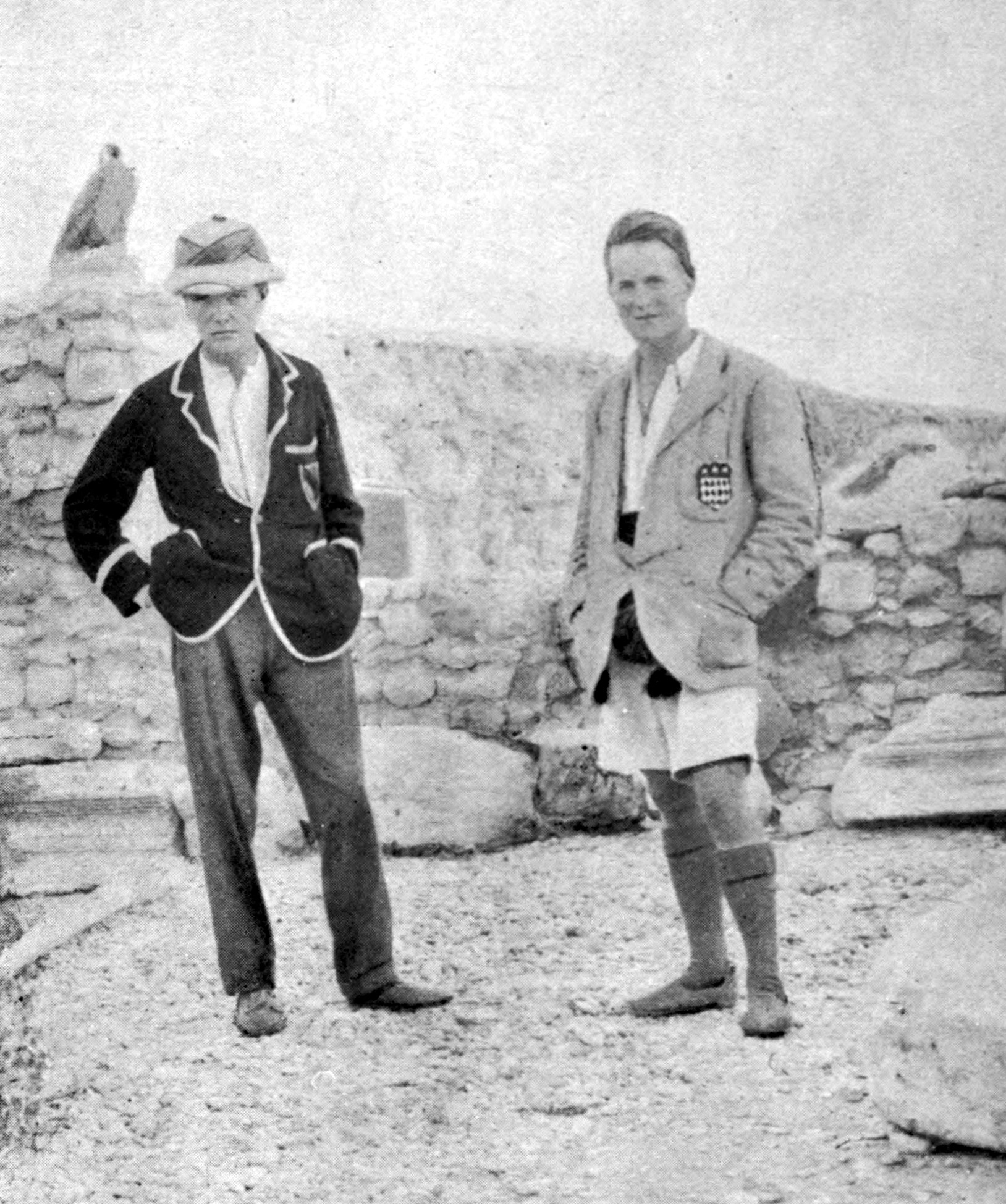
ليونارد وولي (يسار) ولورانس في موقع التنقيب الخاص بهم في كركميش 1912

من عام 1907 إلى عام 1910، درس لورانس التاريخ في كلية يسوع بأكسفورد. في شهري يوليو وأغسطس من عام 1908، سافر على دراجته قاطعًا مسافة 2200 ميل (3500 كم) منفردًا عبر فرنسا إلى البحر الأبيض المتوسط وعاد إلى فرنسا لدراسة القلاع الفرنسية. في صيف عام 1909، انطلق بمفرده في جولة لمدة ثلاثة أشهر لزيارة القلاع الصليبية في سوريا العثمانية، قطع خلالها مسافة 1000 ميل (1600 كم) سيرًا على الأقدام. أثناء دراسته في كلية يسوع كان عضوًا نشطًا في هيئة تدريب ضباط الجامعة. تخرج مع مرتبة الشرف الأولى بعد تقديم أطروحة بعنوان (تأثير الحروب الصليبية على العمارة العسكرية الأوروبية - حتى نهاية القرن الثاني عشر)، استند فيه جزئيًا إلى بحثه الميداني مع صديقه سيريل بيسون في فرنسا، وأبحاثه الفردية في فرنسا والشرق الأوسط. كان لورنس معجبا بشدة بفترات العصور الوسطى، وكتب شقيقه أرنولد لورنس في عام 1937 أن (أبحاث العصور الوسطى) كانت وسيلة حلم للهروب من إنجلترا البرجوازية.
في عام 1910، أُتيحت للورانس الفرصة ليصبح عالم آثار ممارس في كركميش في الرحلة الاستكشافية التي كان يحضر لها عالم الآثار ديفيد هوغارث نيابة عن المتحف البريطاني. رتب هوغارث منحة دراسية للورنس في كلية المجدلية في جامعة أكسفورد لتمويل رحلته مقابل الحصول على 100 جنيه إسترليني سنويًا. في ديسمبر عام 1910 أبحر لورنس إلى بيروت، وتوجه إلى جبيل حيث درس اللغة العربية هناك، ثم ذهب للعمل في التنقيب عن الآثار في كركميش بالقرب من مدينة جرابلس في شمال سوريا حتى عام 1914 تحت إشراف هوغارث وعالم الآثار والأشوريات ريجاند كامبل (من المتحف البريطاني) وعالم الآثار ليونارد وولي، صرح لورنس لاحقًا بأنه يدين بكل ما أنجزه لهوغارث، التقى لورانس بعالمة الآثار غيرترود بيل عندما كان ينقب عن الآثار في كركميش، وعمل لفترة وجيزة في عام 1912 مع فلندرز بيتري في طرخان في مصر.
في كركميش، توترت العلاقة مرارًا وتكرارًا وبشدة أحيانًا بين لورانس وفريق تنقيب عن الآثار بقيادة ألمانيا يعمل في مكان قريب من سكة حديد بغداد في جرابلس لكن لم يحدث بين الفريقين أي مناوشات، كان هناك فقط مجرد خلافات بسيطة بشكل متكرر تتعلق بالوصول إلى بعض الأماكن في المنطقة وطريقة التعامل مع القوى العاملة المحلية؛ اكتسب لورنس من هذه الحداثة الخبرة في مهارات القيادة في الشرق الأوسط وحل النزاعات.

## المخابرات العسكرية
في يناير 1914، اختار الجيش البريطاني ليونارد وولي ولورانس لإجراء مسح عسكري بريطاني سري لصحراء النقب بذريعة التنقيب عن الآثار. مُولت المهمة من قبل صندوق استكشاف فلسطين بغرض البحث عن منطقة يشار إليها في الكتاب المقدس ببرية صين، وقام الاثنان بمسح أثري لصحراء النقب على طول الطريق. كان للنقب أهمية إستراتيجية، إذ لا يمكن للجيش العثماني مهاجمة مصر إلا بعبور النقب. نشر وولي ولورنس بعد ذلك تقريرًا عن النتائج الأثرية للبعثة، ولكن النتيجة الأكثر أهمية هي تحديث خرائط المنطقة، مع إيلاء اهتمام خاص للسمات ذات الأهمية العسكرية مثل مصادر المياه، كما زار لورنس العقبة والشوبك اللتين لا تبعدان كثيرًا عن البتراء.

لورنس بالزي العربي التقليدي

عندما اندلعت الحرب العالمية الأولى في أغسطس عام 1914، لم يلتحق لورانس فورًا بالجيش البريطاني، بل توقف عن العمل حتى أكتوبر بناءً على نصيحة من المقدم ستيوارت فرانسيس نيوكومب، وتم تكليفه بالخدمة في فيلق الخدمة العامة وهو فيلق من الجيش البريطاني، وقبل نهاية العام، استُدعي لورانس من قبل عالم الآثار والمؤرخ الملازم القائد ديفيد هوغارث الذي كان معلمه في كركميش ليذهب إلى وحدة المخابرات الجديدة في المكتب العربي في القاهرة، فوصلها في 15 ديسمبر 1914. كان رئيس المكتب هو الجنرال غيلبرت كلايتن الذي كان مسؤولاً أمام المفوض السامي المصري هنري مكماهون.
تعقد الوضع خلال عام 1915، إذ نشطت حركة قومية عربية متنامية داخل الأراضي العثمانية الناطقة بالعربية، وانضم إليها العديد من العرب الذين يخدمون في القوات المسلحة العثمانية. كان هؤلاء العرب على اتصال بالشريف الحسين بن علي أمير مكة، الذي كان في ذلك الوقت يتفاوض مع البريطانيين ويعرض عليهم القيام بانتفاضة عربية ضد العثمانيين مقابل الحصول منهم على تعهد ودعم لقيام دولة عربية مستقلة تشمل الحجاز وسوريا وبلاد الرافدين. كانت مثل هذه الانتفاضة مفيدة جدًا لبريطانيا في حربها ضد العثمانيين، لأنها ستقلل بشكل كبير من تهديد الجيش العثماني لقناة السويس. ومع ذلك، قاوم الدبلوماسيين الفرنسيين رغبة العرب في إشعال هذه الثورة بسبب إصرارهم على أن مستقبل سوريا يجب أن يكون مستعمرة فرنسية وليس دولة عربية مستقلة. اعترضت الحكومة الهندية أيضا وبشدة على قيام الثورة، فقد كانت الحكومة الهندية تتبع بشكل ضمني للحكومة البريطانية لكنها تصرفت بشكل مستقل. كانت رؤية الحكومة الهندية هو أن تكون بلاد ما بين النهرين الواقعة تحت السيطرة البريطانية بمثابة مخزن للحبوب للهند. علاوة على ذلك، أرادت الاحتفاظ ببؤرتها العربية في عدن.
في المكتب العربي في القاهرة، أشرف لورانس على إعداد الخرائط، وأصدر نشرة يومية للجنرالات البريطانيين العاملين في الميدان، وأجرى مقابلات مع السجناء. كان لورانس من المؤيدين بشدة لقيام بريطانيا بإنزال عسكري في مدينة الإسكندرونة إلا أن رغبته لم تتحقق. كما كان مدافعا عن استقلال سوريا العربية وثابتا على موقفه.
تأزم الوضع بين الشريف الحسين وبريطانيا في أكتوبر عام 1915، عندما طالب الشريف حسين بالتزام فوري من بريطانيا لدعم قيام دولة عربية مستقلة، مهددًا البريطانيين بدعم العثمانيين إن رفضوا هذه المطالب. كانت هذه الأزمة من شأنها أن تخلق رسالة إسلامية ذات مصداقية يمكن أن تكون خطيرة للغاية بالنسبة لبريطانيا التي كانت تواجه صعوبات شديدة في حملة جاليبولي، لذا استجابت بريطانيا إلى مطالب الشريف الحسين وفقًا لمذكرة مرسلة من مكماهون إلى الشريف الحسين، مع بعض التحفظات بخصوص الساحل السوري والعراق وسواحل شبه الجزيرة العربية والأراضي المقدسة.
في ربيع عام 1916، أُرسل لورانس إلى بلاد ما بين النهرين للمساعدة في تخفيف حصار الكوت عن طريق التحريض على قيام ثورة عربية ورشوة السلطات العثمانية، لكن هذه المهمة لم تحقق أي نتائج. في غضون ذلك، كانت المفاوضات لا تزال جارية في لندن على بنود اتفاقية سايكس بيكو دون علم المسؤولين البريطانيين في القاهرة، وقد منحت هذه الإتفاقية مساحة كبيرة من سوريا إلى فرنسا، مما يعني أن العرب يتعين عليهم الاستيلاء على المدن الأربع الرئيسية في البلاد: دمشق وحمص وحماة وحلب في حال رغبوا بإقامة دولة عربية في سورية. لا يعرف على وجه التحديد متى أصبح لورانس على علم ببنود المعاهدة.

## الثورة العربية الكبرى

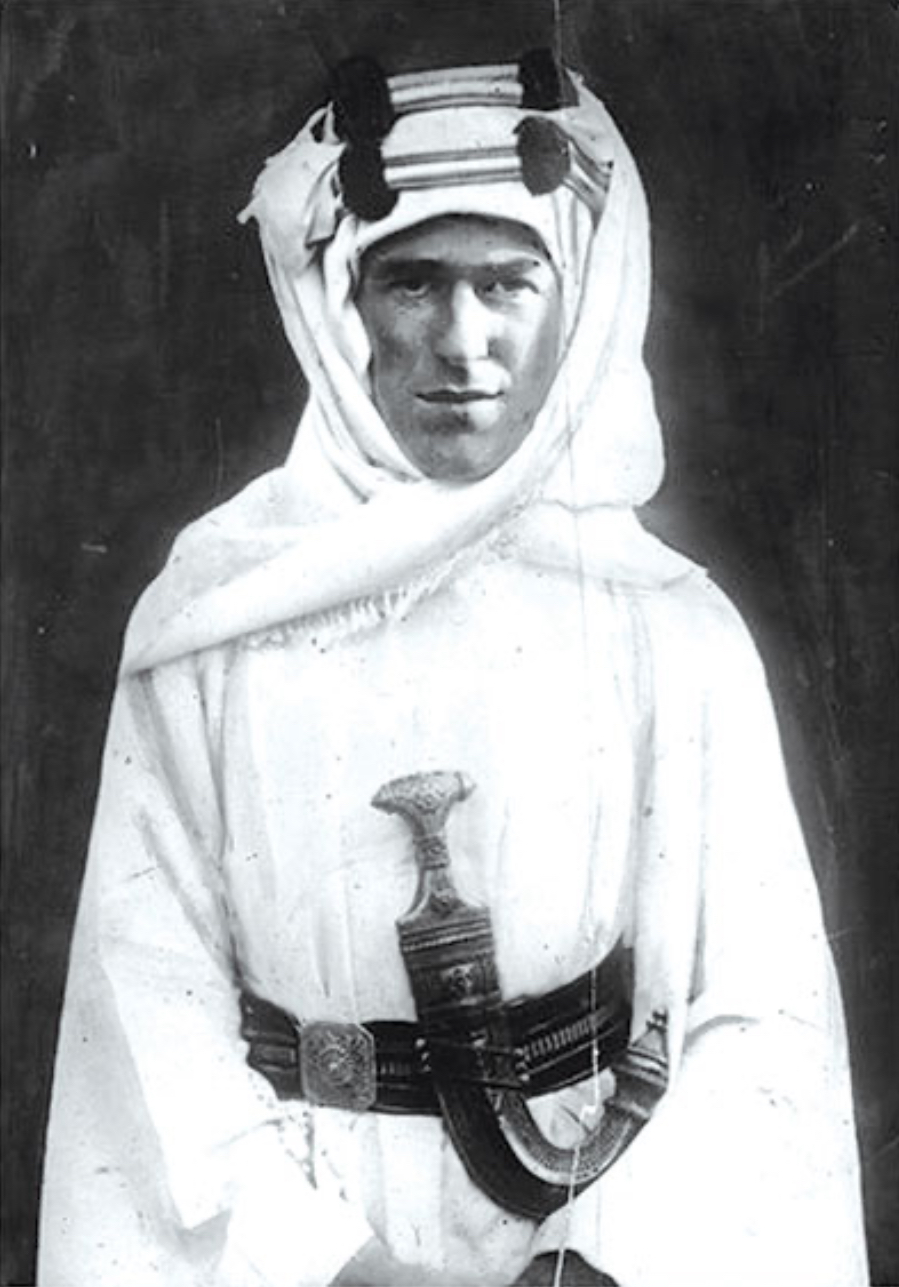
لورنس العرب بالزي العربي الحجازي

انتقل لورنس إلى شبه الجزيرة العربية ليقف على حقيقة الثورة العربية المشتعلة ضد الأتراك بقيادة الشريف حسين بن علي ملك مملكة الحجاز، والتقى بالأمير عبد الله الابن الثاني للشريف حسين. كان لورنس يبحث عن شخصية الزعيم والقائد للثورة التي يمكن أن تساندها إنجلترا. طلب لورنس من الأمير عبد الله أن يأذن له بالتجول في البلاد ليقف على حقيقة الوضع ويرفع به تقريرا للقيادة العامة في القاهرة. وبعد موافقة للشريف حسين على الهاتف، أرسل الأمير عبد الله خطابا لشقيقه الأمير علي ليرافق لورنس ويضمن سلامته. استخدم لورنس الزي العربي للتنقل في الجزيرة قد تحدث العربية على أنه عربي من حلب.

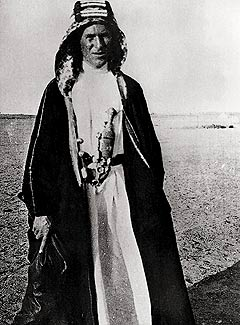
لورانس في رابغ شمال مدينة جدة عام 1917.

لم يجد لورنس في الأمير عبد الله ولا الأمير علي تلك الشخصية القيادية التي يبحث عنها. ثم التقى بعد ذلك بالأمير فيصل النجل الثالث للشريف حسين. وقد وجد لورنس في شخصية فيصل ما كان يبحث عنه. تباحث لورنس مع فيصل في وضع الثورة ونجاحاتها وإخفاقاتها وتبيّن له أن الهجوم الأول للثوار على المدينة المنورة قد فشل نتيجة استخدام الأتراك للأسلحة الحديثة وخصوصا المدافع التي أثارت الرعب في نفوس العرب لجهلهم بها أو كيفية استخدامها.
تفقد لورنس قوات الشريف المتمركزة في منطقة الخيف بوادي الصفراء واختبر كفاءة هذه القوات حتى يستطيع إخبار القيادة العامة في القاهرة. كان لورنس شديد الإعجاب بالشعور الوطني لدى النفوس المتمثل بالقومية العربية والبعيد كل البعد عن النزعات العقائدية ولا علاقة لها بالإسلام. وأدرك أن الثورة التي يقودها الشريف حسين ثورة عربية قومية وليست إسلامية مما أطرب مشاعر لورنس. تمنى لورنس لو أن مصر تلحق بركب الثورة القومية بوصفها أكبر البلدان العربية والإسلامية وأن إيمانها بالقومية العربية على حساب الإسلام سيدفع بالثورة إلى الأمام.

في يونيو عام 1916 اندلعت الثورة العربية الكبرى بقيادة الشريف الحسين بن علي وأبناءه، حققت الثورة بضع نجاحات لكنها تعثرت بسبب وجود خطر حقيقي كان لا يزال قائمًا وهو تقدم القوات العثمانية على طول ساحل البحر الأحمر واستعاده مكة، في 16 أكتوبر 1916، أُرسل لورانس إلى الحجاز في مهمة بقيادة رونالد ستورز لجمع المعلومات الاستخبارية. أجرى لورانس مقابلات مع أبناء الشريف حسين: علي وعبد الله وفيصل، وخلص إلى أن فيصل كان أفضلهم لقيادة الثورة.
في نوفمبر من نفس العام، عُين ستيوارت فرانسيس نيوكومب كقائد ارتباط بريطاني دائم لقوات الأمير فيصل. لم يكن نيوكومب قد وصل بعد إلى المنطقة وكانت المسألة ملحة إلى حد ما، لذلك أُرسل لورانس مكانه. في أواخر ديسمبر 1916، وضع الأمير فيصل ولورانس خطة لإعادة تموضع القوات العربية بحيث تمنع القوات العثمانية من تهديد المواقع العربية حول المدينة المنورة وتعريض السكك الحديدية القادمة من سوريا للخطر. عندما وصل نيوكومب استعد لورانس لمغادرة الجزيرة العربية، لكن الأمير فيصل تدخل بشكل عاجل، وطلب أن يظل لورانس في هذا الموقع بشكل دائم.
في يونيو عام 1917، قام لورنس برحلة قاطعا مسافة 300 ميل باتجاه الشمال في الطريق إلى العقبة، لزيارة رأس بعلبك، وضواحي دمشق، ومدينة الأزرق في الأردن. التقى لورنس بالقوميين العرب ونصحهم بتجنب القيام بتمرد حتى وصول قوات الأمير فيصل، وهاجم أحد الجسور ليخلق انطباعًا عن وجود نشاط لحرب العصابات في المنطقة. اعتبر البريطانيون النتائج التي توصل إليها أنها قيمة للغاية وكان يفكرون بجدية بمنحه وسام صليب فيكتوريا؛ ولكن في النهاية منح وسام الفروسية ورُقَّي إلى رتبة رائد.
سافر لورانس بانتظام بين مقرات القوات البريطانية وفيصل ونسق العمل العسكري. ولكن بحلول أوائل عام 1918، كان مسؤول الاتصال البريطاني الرئيسي لفيصل هو العقيد بيرس تشارلز جويس، بينما كرس لورانس وقته بشكل أساسي للإغارة وجمع المعلومات الاستخبارية.
كانت أهم مساهمات لورنس في الثورة العربية في مجال الإستراتيجية والاتصال مع القوات المسلحة البريطانية، لكنه شارك أيضًا شخصيًا في عدة اشتباكات عسكرية منها:
- 3 يناير 1917: هجوم على موقع عثماني في الحجاز.[75]
- 26 مارس 1917: هجوم على سكة حديد محطة أبا النعام.[76][77]
- 11 حزيران 1917: هجوم على جسر في قرية راس بعلبك.[78]
- 2 يوليو 1917: هزيمة القوات العثمانية في أبا الليسان، وهي بؤرة استيطانية في العقبة.[79]
- 18 سبتمبر 1917: هجوم على سكة الحديد بالقرب من المدورة.[80]
- 27 سبتمبر 1917: هجوم على سكة الحديد وتدمير محرك القطار.[81]
- 7 نوفمبر 1917: عقب هجوم فاشل على الجسور الواقعة على نهر اليرموك، نسف لورانس قطارًا على خط سكة الحديد بين درعا وعمان، مما أدى إلى وقوع عدة إصابات واندلاع معركة تلت ذلك الانفجار.[82]
- 23 يناير 1918: معركة الطفيلة الواقعة جنوب شرق البحر الميت مع النظاميين العرب بقيادة جعفر العسكري.[83] بدأت المعركة بوضع دفاعي لكنها تحولت إلى وضع هجومي وهزيمة للطرف الآخر [84]، ووصفت في التاريخ الرسمي للحرب بأنها «جسدت الاستخدام الأمثل للأسلحة».[83] حصل لورانس على وسام الخدمة المتميزة لقيادته المعارك في الطفيلة ورقي إلى رتبة عقيد.[83]

### التخطيط
كانت الأساسيات الرئيسية للاستراتيجية العربية التي طورها الأمير فيصل ولورانس هي تجنب الاستيلاء على المدينة المنورة، والتوسع شمالًا عبر معان ودرعا إلى دمشق وما وراءها. أراد فيصل أن يقود هجمات منتظمة ضد العثمانيين، لكن لورانس أقنعه بالتخلي عن هذا الفكرة. كتب لورانس عن البدو واصفا إياهم كقوة مقاتلة قائلًا:
| توماس إدوارد لورنس | قيمة القبائل هي في مواقفها الدفاعية فقط ومجالها الحقيقي هو حرب العصابات. إنهم أذكياء وحيويون للغاية ومتهورون تقريبًا، لكنهم فرديون للغاية لتحمل الأوامر أو القتال في الصف أو لمساعدة بعضهم البعض. أعتقد أنه سيكون من الممكن تكوين قوة منظمة منهم، حرب الحجاز هي إحدى حروب الدراويش ضد القوات النظامية - ونحن سنقف إلى جانب الدراويش. | توماس إدوارد لورنس |

كانت المدينة المنورة هدفًا جذابًا للثورة باعتبارها ثاني أقدس الأماكن عند المسلمين، ولأن الحامية العثمانية فيها قد ضعفت بسبب انتشار الأمراض بين أفرادها والحصار. فأصبح من الواضح أن الأفضل هو ترك الحامية العثمانية على حالها بدلاً من محاولة الاستيلاء والهجوم عليها، مع الإبقاء على مهاجمة سكة حديد الحجاز جنوب دمشق بدون تدميرها بشكل دائم. منع هذا العثمانيين من الاستخدام الفعال لقواتهم في المدينة المنورة، وأجبرهم على تخصيص العديد من الموارد للدفاع عن خط السكة الحديد وإصلاحها.
لا يُعرف متى علم لورانس بتفاصيل اتفاقية سايكس بيكو، وهل ومتى أخبر الأمير فيصل عن ما يعرفه عنها، ومع ذلك هناك سبب وجيه للاعتقاد بأن لورانس أخبر الأمير فيصل عن هذه الاتفاقية في وقت مبكر وليس لاحقًا، ذلك لأن الإستراتيجية العربية المتمثلة في الامتداد شمالًا تبدو منطقية تمامًا نظرًا لأن اتفاقية سايكس بيكو تحدثت عن كيان عربي مستقل في سوريا، والذي لن ينال استقلاله إلا إذا حرر العرب المنطقة بأنفسهم. شعر الفرنسيون وبعض ضباط الارتباط البريطانيين بالقلق بسبب نشاط الحركة القومية العربية باتجاه الشمال على وجه التحديد، لأنها ستضعف الادعاءات الاستعمارية الفرنسية.
في تلك الأثناء كانت قوات الشريف حسين تسيطر على مكة المكرمة والطائف وينبع ورابغ والوجه في حين سيطرت القوات التركية على المدينة المنورة. لذا كان الوضع في الجزيرة العربية صعبا جدا بالنسبة للأتراك مما أثار شهية القوات البريطانية التي قررت زيادة دعمها للقوات العربية. وضع لورنس خطة جديدة لاستقطاب شيوخ وزعماء القبائل والعشائر العربية وضمها في صفوف الثورة، فذهب إلى زعماء القبائل بصفته مبعوثًا من الأمير فيصل وتفاوض معهم حتى استطاع إقناعهم بوقف الحروب فيما بينهم والانضمام للثورة.
كان من بين الذين أعلنوا تأييدهم للثورة "جعفر باشا" ونوري الشعلان وعودة أبو تايه". بعد ذلك عرض لورنس على الأمير فيصل ضرورة احتلال العقبة لأنهاء وجود الأتراك في هذا الميناء الحيوي.

### معركة العقبة

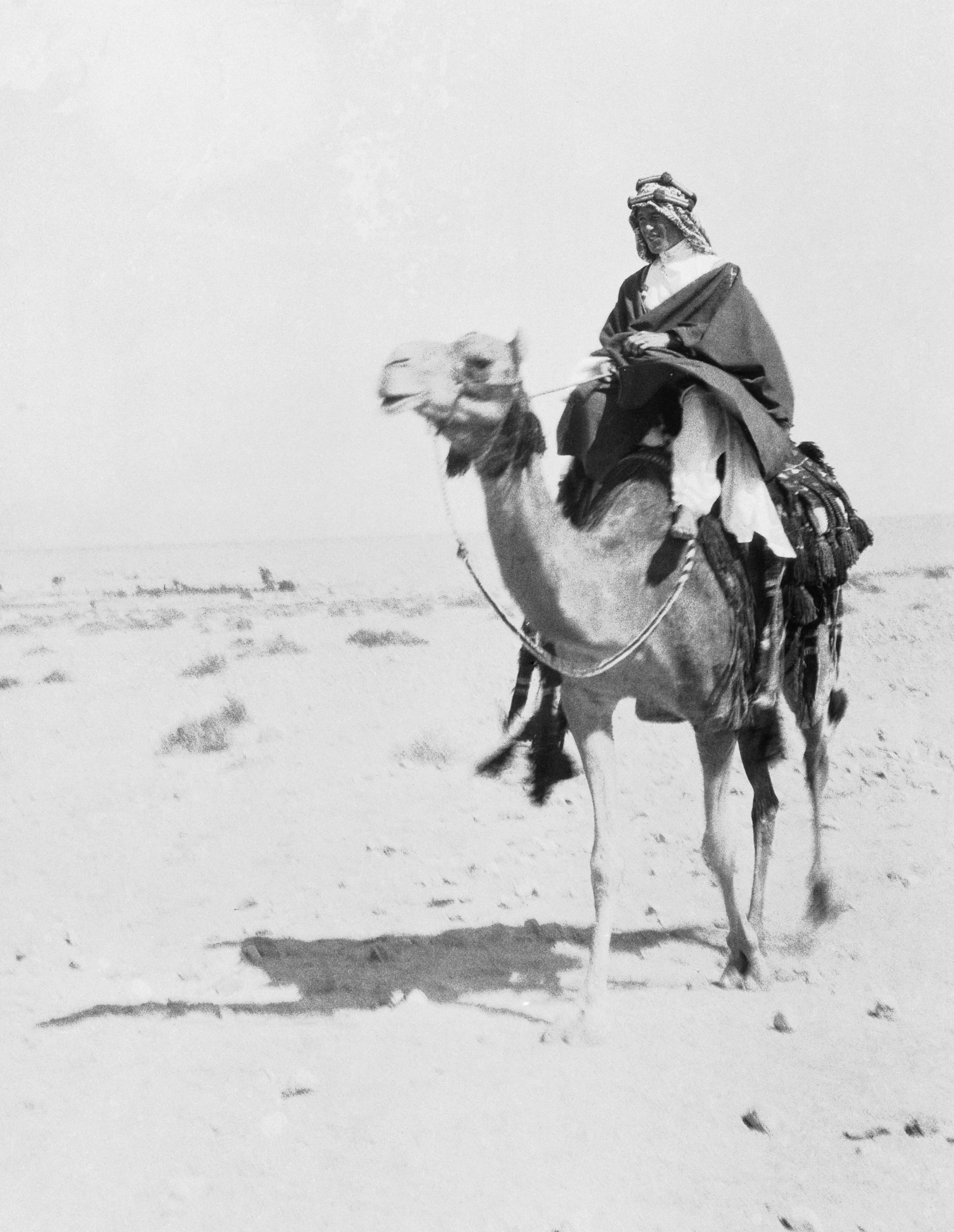
لورانس في العقبة عام 1917.

في عام 1917، اقترح لورانس القيام بعمل عسكري مشترك مع الجيوش والقوات العربية غير النظامية بما في ذلك التنسيق مع عودة أبو تايه (الذي عمل سابقًا مع العثمانيين) لتحرير مدينة العقبة الواقعة على البحر الأحمر والتي تتميز بموقع استراتيجي لكنها تتمتع بحماية خفيفة. كان من الممكن مهاجمة العقبة من البحر، لكن الممرات الضيقة التي تخترق الجبال وتؤدي إلى المدينة كانت تخضع لحراسة مشددة ومن الصعب للغاية اختراقها. لذا قاد الحملة الشريف ناصر من المدينة المنورة.
حرص لورانس على عدم إخطار رؤسائه البريطانيين بتفاصيل الهجوم الداخلي المخطط له، خوفًا من أن يرفضه رؤساؤه لكونه ضد المصالح الفرنسية، انطلقت الحملة من منطقة الوجه في 9 مايو، وسقطت العقبة في أيدي القوات العربية في 6 يوليو، بعد هجوم بري مفاجئ من الخطوط الخلفية أدى إلى تدمير الدفاعات التركية.
بعد سقوط العقبة، وافق الجنرال السير إدموند ألنبي (القائد العام الجديد لجيش الحملة المصرية) على إستراتيجية لورانس للثورة، فعُين في منصب قوي وأصبح مستشارًا للأمير لفيصل وحاز على ثقة الجنرال ألنبي، الذي اعترف بفضل لورنس وكتب عنه في مذكراته بعد الحرب قائلًا:
| توماس إدوارد لورنس | وضعت يدي في يديه. كان متعاونًا لأقصى درجات الولاء ، ولم يكن لدي سوى الثناء على عمله، والذي كان حقًا لا يقدر بثمن طوال الحملة. لقد كان شريان الحياة للحركة العربية، وكان يفهم لغتهم وأخلاقهم وعقليتهم. | توماس إدوارد لورنس |

### حادثة درعا
يصف لورنس حادثة وقعت في 20 نوفمبر 1917 بينما كان يستكشف مدينة درعا متخفيًا، إذ أسره الجيش العثماني وتعرض للضرب المبرح والاعتداء الجنسي من قبل البيك المحلي وحرسه، لكنه لم يذكر طبيعة ذلك الاعتداء. ذكر بعض الباحثين أن لورنس بالغ في وصف شدة الإصابات التي تعرض لها، وبعضهم أنكر أن هذه الحادثة وقعت من الأساس.
لا يوجد لهذه الحادثة شهود مستقلين، لكن التقارير العديدة وغياب الأدلة على أن لورنس اختلق هذه الرواية دفع ببعض كتاب سيرته الذاتية على تصديقها. جادل مالكولم براون وجون إدوارد ماك وجيريمي ويلسون بأن هذه الحادثة كان لها تأثيرات نفسية قوية على لورانس، وهي تقدم تفسيرًا لسلوكه غير التقليدي في حياته اللاحقة. ختم لورنس روايته لهذه الحادثة في كتابه (أعمدة الحكمة السبعة) بقوله: «في درعا في تلك الليلة، تحطم حصن أخلاقي وسقط بشكل لا رجعة فيه».

### سقوط دمشق

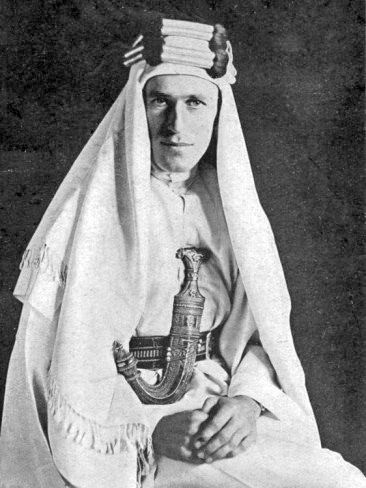
لورنس عام 1919

شارك لورانس في التخطيط للاستيلاء على دمشق في الأسابيع الأخيرة من الثورة العربية الكبرى، لكنه لم يكن حاضرًا عندما استسلم الجيش العثماني وانسحب من المدينة بشكل رسمي، الأمر الذي أثار استياءه كثيرًا وجعله يشعر بخيبة أمل كبيرة. وصل لورانس بعد عدة ساعات من سقوط المدينة، ودخل دمشق حوالي الساعة 9 صباحًا في 1 أكتوبر 1918؛ كان أول من وصل هو اللواء الأسترالي العاشر للخيول الخفيفة بقيادة الرائد إيه سي إن «هاري» أولدن، الذي قبل رسميًا استسلام المدينة من القائم بأعمال الحاكم الأمير محمد سعيد الجزائري.
كان للورنس دور فعال في تأسيس حكومة عربية مؤقتة في دمشق المحررة حديثًا بقيادة الأمير فيصل، والتي كان يتصورها كعاصمة لدولة عربية. ومع ذلك، انتهى حكم الأمير فيصل كملك بشكل مفاجئ في عام 1920 بعد معركة ميسلون عندما دخلت دمشق قوات الجنرال هنري غورو الفرنسية تحت قيادة الجنرال ماريانو غوابيه، وقضت على حلم لورانس باستقلال شبه الجزيرة العربية.
خلال السنوات الأخيرة من الثورة، سعى لورانس لإقناع رؤسائه في الحكومة البريطانية بأن استقلال العرب هو في مصلحتهم، لكنه حقق نجاحًا متباينًا. تناقضت اتفاقية سايكس بيكو السرية بين فرنسا وبريطانيا مع وعود الاستقلال التي قطعها للعرب وعرقلت جهوده.

### سقوط القدس
بعد احتلال العقبة سعت القوات التركية بشتى الطرق لاستعادة هذا الميناء الهام، فدفعت بتعزيزاتها صوب العقبة وجرت مواجهات عنيفة انتهت بهزيمة القوات التركية وانتصار الثوار خصوصا بعد أن نجح لورنس في استجلاب دعم الطيران الإنجليزي من الجنرال اللنبي ووصول الطائرات البريطانية إلى العقبة. وكانت أشد هذه المواجهات في منطقة أبو اللسن شمال العقبة .[بحاجة لمصدر]
بعد ذلك اعتمد لورنس على حرب العصابات. فقام بتنفيذ الكثير من عمليات زرع الألغام على خطوط السكك الحديد التركية وجنى من هذه العمليات انتصارات كبيره ساعدته على تثبيت اسمه.
اتجه بعد ذلك لورنس للقاء الجنرال اللنبي وقد توقع من الأخير أن يغدق عليه من الأوسمة والنياشين. بيد أن اللنبي كان يرى ضرورة صرف الانتباه من مجرد حرب على السكك الحديد لحرب مباشره لتنفيذ أطماع بريطانيا في فلسطين. فتكلم مع لورنس بغطرسه أثارت حنقه. تحدث اللنبي مع لورنس على ضرورة إشعال الثورة العربية بالشكل الذي يسمح بتأليب الشعوب لتجني بريطانيا ثمار هذه الثورة بأقل تكاليف.
نجح اللنبي في صرف انتباه الأتراك نحو غزة حيث أوهمهم بأنه عازم على احتلال غزة مما دفع الأتراك إلى التأهب والاستعداد في حين أنه نفذ هجوم قاسي على أضعف المناطق التركية مما أسهم في تحقيق انتصارات سهله أمام المشاة الإنجليز.
اتجه لورنس بنفسه إلى درعا للاستيلاء عليها قبل أن يجني اللنبي هذه الثمرة بعد كل هذا التمهيد من جانب لورنس والأمير فيصل. ولأنه اتجه وحيدا فقد وقع في أيدي الأتراك الذين لم يعرفوا شخصيته. أوهمهم لورنس بأنه شركسي ولكنهم أصروا على أن يمثل بين يدي «ناهي بك» الحاكم التركي. سرت شائعه بعد ذلك بأن «ناهي بك» قد أقام علاقه شذوذ بلورنس إلا أن هذه الإشاعة لا يمكن التأكد من مصداقيتها وقد تكون وشاية من جانب الإنجليز بالحاكم التركي. المهم أن لورنس نجح في أن يتحرر من قبضة الأتراك وعاد كما كان ولكنه كان محمل بخيبة أمل الهزيمة التي تعرض لها في درعا وكان يخشى من مواجهة اللنبي المتغطرس المنتصر.[بحاجة لمصدر]
بعد عودته علم أن اللنبي نجح في احتلال القدس وأنه يريد مقابلته في اليوم التالي. تقابل لورنس مع اللنبي وقد لاحظ الأخير مدى تأثّر لورنس بالهزيمة التي تعرض لها. فوعده -اللنبي- بأن يضع خطة عسكرية لإشعال فتيل الثورة العربية مما أطرب لورنس.
قام لورنس بتنفيذ هذه الخطة فقامت القوات العربية بمهاجمة «الطفيله» وبعد شد وجذب مع القوات التركية وتبادل النصر والهزيمة نجحت القوات العربية في احتلال «الطفيلة» في عام 1918. وعاد الأمل للورنس مره أخرى بعد أن نجح في قطع خطوط مواصلات الجيش التركي عبر البحر الميت.

### مساندة الإنجليز للأمير فيصل
قفل لورنس عائدا إلى القاهرة ولكنه في ميناء جده تقابل مع سفينة الميرال «ويمس» المتجهة للسودان للقاء مستر «ريجالد وينت». ولمعرفة لورنس باهتمام ريجالد بالثورة العربية فقد اتجه مع ويمس إلى الخرطوم حيث قابل ريجالد وأطلعه على نتائج زيارته للجزيرة العربية ثم اتجه إلى القاهرة.
في هذه الأثناء كان رئيس البعثة العسكرية الفرنسية في جدة «بريموند» يرى ضرورة تدخل القوات البريطانية مع الفرنسية مباشرة في الحجاز وهو ما عارضه لورنس بشده حيث كان رأيه أن تدخل القوات الأجنبية مباشرة سيفقد الثورة تأثيرها ويثير الروح العقائدية ويمنع كثيرا من مؤيدي الثورة لمحاربة الأتراك المسلمين. وقد أكّد لورنس للقيادة العامة أن القوات العربية تستطيع مجابهة الأتراك والصمود لفترات طويلة إذا تم تزويدهم بالأسلحة والخطط الفنية التي وعدهم بها لورنس. وقد اقتنعت القيادة البريطانية العامة في القاهرة برأي لورنس مما أشعل الضغينة بينه وبين بريموند.

### عودة لورنس إلى الجزيرة العربية
قررت القيادة البريطانية إعادة إرسال لورنس إلى الجزيرة العربية ليكون بجانب الأمير فيصل ويعمل كمستشاره الذي يتحمل مسؤولية اتخاذ القرارات وتوجيهاته. عاد لورنس في 3 نوفمبر إلى ميناء ينبع ليجد الأمير فيصل وقد لحقت به هزيمة ساحقة وقاسية على أيدي القوات التركية أثناء محاولة الأمير فرض حصار على المدينة المنورة لكن سلاح الطيران التركي استطاع فك هذا الحصار.
رست السفن البريطانية المحملة بالأسلحة الحديثة لمساندة الأمير فيصل كما أراد لورنس. عمل لورنس على تجاوز آثار الهزيمة وتدريب قوات الأمير بسرعة على استخدام الأسلحة الحديثة. في هذه الأثناء حاولت القوات التركية استغلال الانتصار الساحق على قوات الأمير فاتجهوا لملاحقته في معسكره. انطلقت صفارات الإنذار في ينبع تحذر من اقتراب القوات التركية على بعد ثلاثة أميال. اجتمع الأمير فيصل مع لورنس في خيمته وخرج منها ليعطي أوامره للجنود بوضع الاستعداد ورفع الأيدي على الأسلحة والسكون والهدوء التام. وفجأة انقطعت الحياة تماما في معسكر الأمير فيصل. هذا السكون أثار خوف القوات التركية التي اعتادت على تتبّع العرب عن طريق ضوضاء طبولهم وأناشيدهم الحماسية. فقرر قادة الأتراك إيثار السلامة والانسحاب. كان لهذا الانسحاب عظيم الأثر في نفوس قوات الأمير التي ظنت أن القوات التركية لا تُهزم.
عاشت القوات التركية بعد هذا الانسحاب حالة من الخوف واليأس خصوصا بعد أن داهمتهم الأمراض والأوبئة وأوشكت المؤن على النفاد. علم لورنس بذلك من خلال جواسيس الأمير فيصل فقرر اغتنام الفرصة.
منذ عودة لورنس إلى الجزيرة العربية والصراع قائم بينه وبين بريموند المقتنع بضرورة التدخل الإنجليزي الفرنسي المباشر في الصراع. كان الكولونيل ويلسون القائد الإنجليزي يميل إلى رأي لورنس على حساب رأي بريموند. بيد أن القيادة العامة في القاهرة بدأت تقتنع برأي بريموند لذلك أعدّت قوة بريطانية فرنسية مستعدة للتدخل في الحجاز وأرسلت خبراء لتقييم الوضع والتمهيد لهذه القوة.
قرر لورنس تجاهل هذا الأمر والإسراع في استغلال الوضع السيئ للقوات التركية مما زاد من حقد وكراهية بريموند. أعد ويلسون خطة لتغيير الوضع في الجزيرة. فخطط بأن تقوم قوات الأمير عبد الله بحصار المدينة المنورة بينما تقوم قوات الأمير زيد -الابن الأصغر للشريف حسين- بالزحف على مواقع البحر الأحمر. ويقوم الأمير فيصل باحتلال ميناء (وجه). فضلا عن ست مدمرات بريطانية تقوم بعملية إنزال ضخمة لخمسمائة جندي عربي وعدد من الجنود البحرية البريطانية بقيادة (بوبل).
في 28 يناير تحركت قوات الأمير فيصل وقد رافقه لورنس. كان أحد القادة البريطانيين ويدعى «فيكري» يرافق الأمير فيصل. كان «فيكري» يتحدث العربية بطلاقه بكافة لهجاتها بينما لورنس يتحدثها بلهجة أهل حلب فقط. كان «فيكري» يرى في لورنس مجرد طالب آثار لا علاقة له بالعسكرية. كل هذا أثار لورنس الذي خاف على مكانته عند الأمير وتهديدها من «فيكري». عمد لورنس إلى أقذر الأساليب لتعجيز «فيكري» فكان يتندر به ويتهكم عليه ويسخر منه أمام قوات الأمير مما دفع «فيكري» إلى ترك قوات الأمير متجها إلى معسكر بوبل على أن يتزامن هجوم بوبل مع هجوم الأمير على الميناء.
وحين وصلت قوات فيصل وجدت الضابط «فيكري» والقائد «بوبل» قد انهيا المعركة وانتصرا على الأتراك دون انتظار الأمير فيصل الذي قطع مسافة طويلة ورحلة مضنية مما أثار حنق لورنس والأمير فيصل. بعد الانتصار ألقى «فيكري» خطابا مطوّلا عن الانتصار. وبعد أن فرغ منه فوجئ بلورنس وهو ينتقده ويتهمه بإغفال العرب الذين قاتلوا في المعركة وماتوا فيها وبأنه قد ارتكب خطأ عظيما أهدر به الكثير من المال والأرواح التي كان يمكن إنقاذها لو أنه انتظر مجيء قوات الأمير وتنفيذ الهجوم المتزامن.

### انتهاء الثورة
اتجه لورنس إلى مقر القائد العام اللنبي في القدس حيث اتفقا على ضرورة زيادة دعم الأمير فيصل باعتباره القائد القادم للثورة. مما دفع اللنبي إلى التعهد بتحمل كافة نفقاته وأرسل اليه مع لورنس مبلغ ثلاثمائة ألف جنيه وجمال محمله بالمؤن.
في هذه الأثناء لمع نجم نوري السعيد كنائب وقائد في صفوف قوات الأمر فيصل. وقد عيّنه فيصل بعد ذلك رئيسا للحكومة في العراق.
اتفق لورنس مع الأمير فيصل على تنفيذ الخطة المُعدّة مسبقا بين لورنس واللنبي. تقوم الخطة على تنفيذ هجوم من بلدة أريحا في الخامس من مايو 1918 واحتلال مدينة السلط وبلدة معان وتدمير خط السكك الحديدة جنوب عمان. وقد أعدَّ لورنس مع «نوري السعيد» القوات المتأهبة للحرب.
احتلت القوات البريطانية مدينة السلط لكن الجيش التركي بقيادة القائد التركي العنيد «جمال باشا» استطاع استعادة مدينة عمان والسلط ثم كثرت الأقاويل عن قرب سقوط القدس المقر العام للنبي. ولكي يتأكد لورنس من هذا الوضع فقد تخفى في زي نساء البدو وتسلل إلى عمان ولاحظ الهرج في شوارع المدينة بعد أن عاث الأتراك فسادا في شوارع عمان لمحاكمة الخَوَنة والعملاء.
سقطت مدينة السلط مرة أخرى في يد الإنجليز ثم استعادها الأتراك. ومن أجل ذلك التقى اللنبي مع لورنس حيث طلب الأخير بضرورة حسم الحرب بتدخل القوات الجوية بقيادة الجنرال «سالموند». وطلب لورنس من اللنبي إمداده بالهاجانه. وقد أذعن اللنبي لهذه الطلبات.
عاد لورنس مع فرقه الهجانه ووعود بتدخل القوات الجوية البريطانية إلى الأمير فيصل وقد أصبح الطريق ممهدا إلى دمشق.
فكر لورنس في العودة إلى بلاده بعد احتلال دمشق وصرح بذلك للأمير فيصل الذي أصر على ضرورة استمرار لورنس معه. كانت رؤية لورنس هي أن الهدف الأساسي أمامه طرد الأتراك من الجزيرة العربية وهيمنة القوات البريطانية والتمهيد لمشروع الدولة اليهودية الذي صاغه ثيودور هرتزل ووعد به آرثر جيمس بلفور وزير خارجية إنجلترا في سنة 1917 فيما يعرف بوعد بلفور.
طلب لورنس من الأمير فيصل أن يطلب من والده إمداده بفرقة عسكرية. وقسّم لورنس الجيش إلى ثلاثة أقسام:
- 1. قسم يدافع عن معان
- 2. قسم يهاجم قطاع درعا ودمشق
- 3. قسم يتجه للنبي الذي سوف يدخل دمشق بعد انسحاب الأتراك من فلسطين

اتجه لورنس إلى الشريف حسين لإقناعه بالأمر. إلا أنه فوجئ بالشريف حسين يتنصل من مقابلته متعللا باعتكافه في مكة مما يصعب على لورنس الوصول إليه لأنه غير مسلم ممنوع من دخول مكة. كان الشريف حسين يرى أن ابنه الأمير فيصل لا ينصاع لأوامره كأخوته علي وعبد الله وزيد. وأنه ارتمى في أحضان الإنجليز وأنه ينفّذ أوامرهم فحسب. ومن أجل ذلك أصدر قراره بتعيين «جعفر باشا» قائدا للجيش العربي وأتبعه بعد ذلك بقرار بعزل الأمير فيصل من كافة صلاحياته. وتواردت الرسائل بين الشريف حسين ولورنس واللنبي حتى نجح لورنس في اقناع الشريف بالعدول عن قرار عزل الأمير فيصل حتى لا تفشل الثورة.

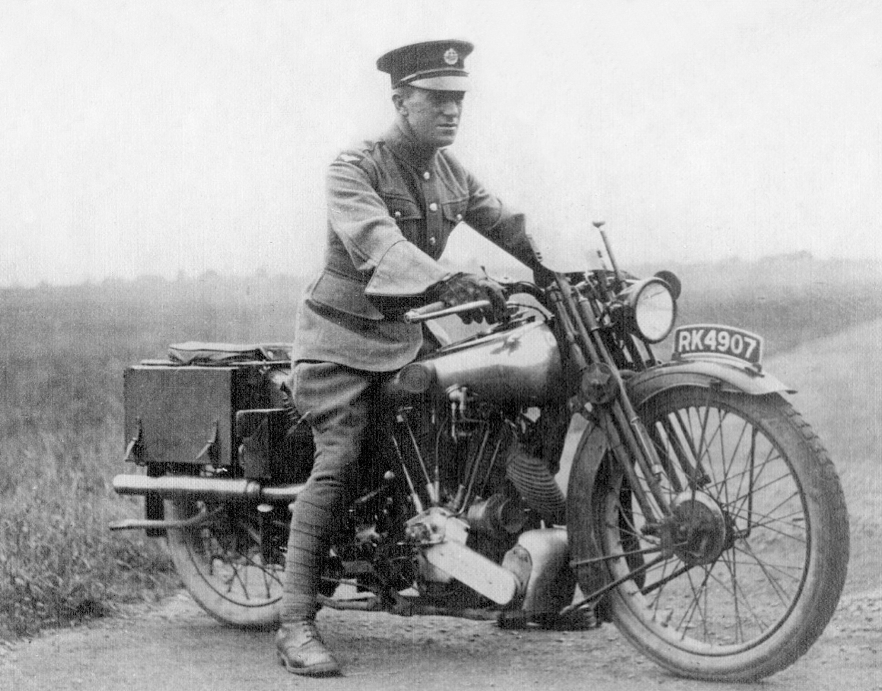
لورنس يقود دراجته النارية

احتشد الجيش العربي تحت قيادة الأمير فيصل مدعوما بالإنجليز. وقد قام لورنس بإذهال الأتراك عندما نسف الجسر الواصل
بين درعا ودمشق مما عزل درعا تماما استعدادا للهجوم الكبير بقيادة اللنبي.
انطلق لورنس على رأس قوات نوري السعيد لنسف جسر اليرموك ومحطة البنزين. في صباح 19 سبتمبر 1918 بدأ هجوم اللنبي الكبير. توغّلت القوات البريطانية داخل مدينتي حيفا ونابلس وقامت بتدمير الفرق السابعة والثامنة للجيش التركي.
في «أم الطايع» ضغط شيوخ القبائل العربية بضرورة استغلال الوضع وتنفيذ هجوم على دمشق الأمر الذي رفضه لورنس لعدم وجود غطاء جوي. وأمام هذا الضغط طار لورنس إلى الجنرال اللنبي للتباحث معه.
وضع لورنس خطة على شن ثلاث هجمات عنيفة على الأتراك:
1. هجوم على مدينة عمان عبر فرقة الجنرال «شايتور»
2. هجوم الفرقة الهندية بقيادة الجنرال «بارو» في منطقة درعا
3. هجوم الفرقة الأسترالية بقيادة الجنرال «شوفيل» على مدينة دمشق.
واختتم لورنس خططته بضرورة توفير غطاء جوي.
بدأت المعارك وقد شهدت هذه الحرب الكثير من المذابح -من الطرفين- التي يندى لها الجبين والتي راح ضحيتها الكثير من الأطفال والنساء دون أدنى احترام للعهود والمواثيق وتعاليم الإسلام لأي من الطرفين. اتجه الزحف على كافة الأصعدة حتى وصل إلى دمشق. كانت مخاوف اللنبي من غضبة الجماهير السورية الرافضة لأي وجود إنجليزي والخلفية العقائدية لمساندة الحكم الإسلامي. بحث لورنس مع الأمير فيصل كيفية إقناع السوريين بتأييد الإنجليز في مواجهة الأتراك. كانت لجنة الأمير فيصل التي يترأّسها «علي رضا» و«شكري باشا الأيوبي» في دمشق تستعد لإدارة شؤون المدينة حال انهيار الحكم التركي تفاديا لفراغ سياسي قد يؤدي إلى نتائج غير مرغوبة من الأمير فيصل.
قرّر لورنس والشريف ناصر -أحد حلفاء الأمير فيصل- إرسال أحد رجال الشريف ناصر لفتح قناة اتصال بين لورنس واللجنة. فوجئ مبعوث الشريف ناصر بأن «علي رضا» قد أُرسل من قبل الأتراك لقيادة الجيش التركي المنسحب من منطقة الجليل هربا من مواجهة الفرقة الأسترالية بقيادة «شوفيل» وأن «شكري باشا الأيوبي» قد تلقّى دعما هائلا من الأخوين الجزائريين «عبد القادر» و«محمد سعيد» لتشكيل حكومة وطنية ورفع الأعلام أمام الجيش التركي والألماني المنسحب. كان لورنس يكره الأخوين الجزائريين بشدة حيث وصفهم بضيق نظرتهم وتعصبهم الديني وبأنهم كانوا يساعدون الأتراك عندما كانت الغلبة لهم.
دخل لورنس مع الشريف ناصر إلى دمشق مع ظهور أول الصباح. وكان الشريف ناصر يتلهّف لدخول المدينة في المساء إلا أن لورنس حذّره من ذلك لخطورة الظلام وأقنعه بأن ذلك ليس من مكانة الشريف ناصر بل عليه دخول دمشق في وضح النهار. اتجه الشريف ناصر صوب سراي الحكومة وسط تأييد شعبي. علم لورنس أن الجنرال «شوفيل» قد وصل إلى جنوب دمشق فأسرع إليه يطلب منه أن يبقى يومين خارج المدينة لتهيئة الأوضاع ومنعا لإثارة الجماهير.
أصدر لورنس قراره بتعيين شكري باشا الأيوبي حاكما عسكريا ونوري السعيد قائدا للقوات المسلحة ساعيا بشتى الطرق لتهميش دور الأخوين. مما دفع الأخوين لمحاولة اغتيال لورنس لولا تدخل الشيخ «نوري شعلان» -أحد حلفاء الأمير فيصل- وعودة أبو تايه وإعلانهم أن لورنس تحت حمايتهم.
حاول الأخوين إثارة القلاقل عن طريق تنظيم ثورة جماهيرية كبيرة بعد إثارة الجماهير وإقناعه بأن الحكومة الجديدة عميلة للأجانب وأن الهدف منها إنهاء الخلافة الإسلامية. سارع لورنس إلى «نوري السعيد» الذي قام بنشر الفرق العسكرية في المناطق الاستراتيجية في المدينة والقبض على كل من يتظاهر ضد الحاكم العسكري «شكري باشا الأيوبي». بعد استتباب الأمن وفي صباح اليوم التالي وصل الجنرال اللنبي إلى دمشق بمرافقة الجنرال كلايتون والجنرال كونواليس وقد أظهروا جميعا امتنانهم للورنس.
تبع ذلك وصول الأمير فيصل إلى دمشق وقد حرص لورنس على استقباله لدى وصوله على متن القطار. هنا طلب لورنس من الجنرال اللنبي بالسماح له بالعودة إلى إنجلترا بعد انتهاء مهمته وتحقيق أهدافه. وأمام إصرار لورنس سمح له اللنبي بالعودة. نجحت الثورة وانتهت بعد تنصيب فيصل ملكا على العراق والأمير عبد الله ملكا على الأردن برعاية اتفاق بين الإثنين برعاية اللنبي.

## سنوات ما بعد الحرب

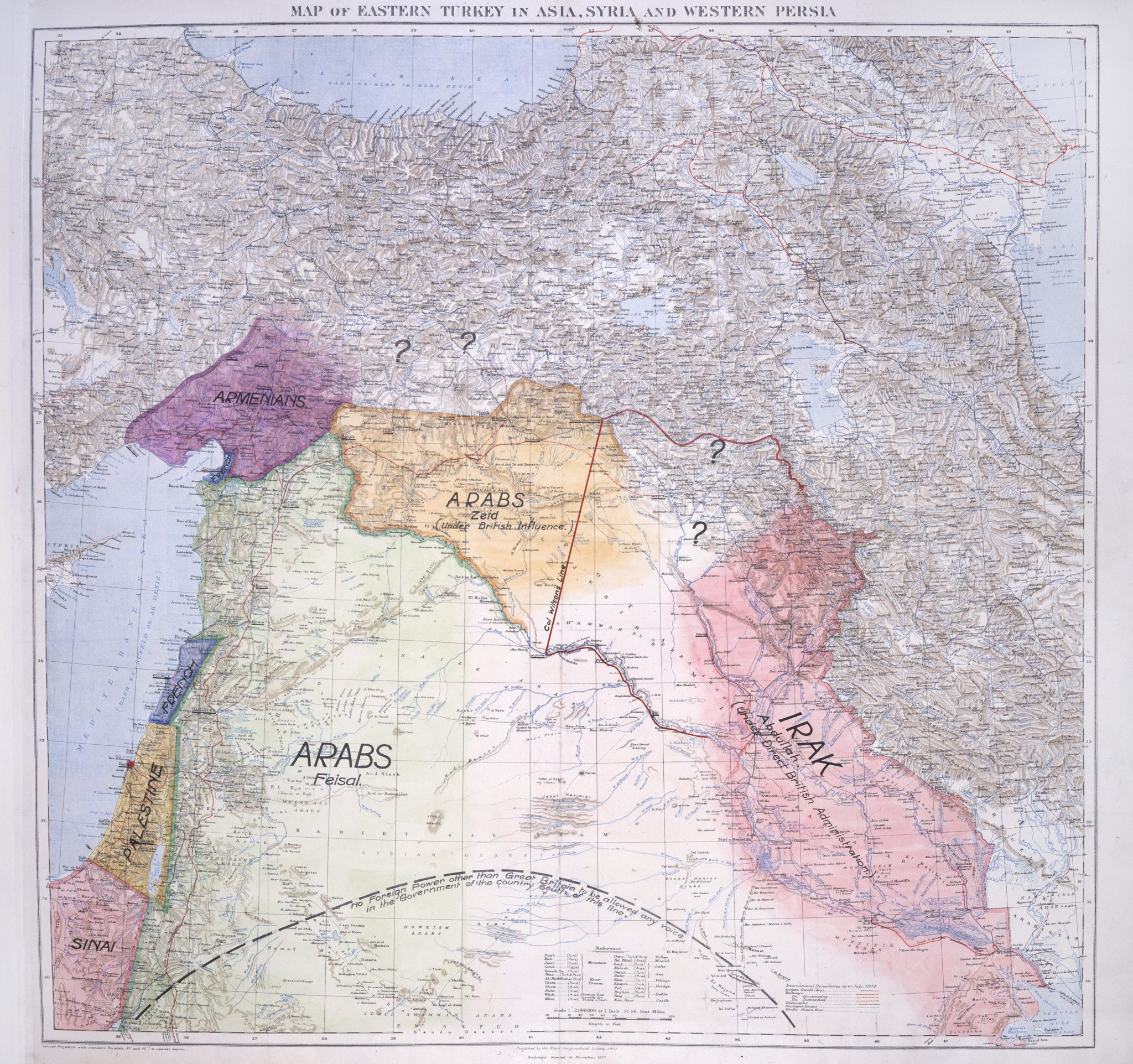
خريطة قدمها لورانس إلى اللجنة الشرقية لمجلس الوزراء الحربي في نوفمبر 1918.

عاد لورانس إلى المملكة المتحدة يحمل رتبة عقيد. عمل في وزارة الخارجية مباشرة بعد الحرب وحضر مؤتمر باريس للسلام بين يناير ومايو كعضو في وفد الأمير فيصل. في 17 مايو 1919 استقل لورانس طائرة للسفر إلى مصر، ولكن الطائرة وهي من نوع (هاندلي بيج تايب أو) تحطمت في مطار روما-سينتوسيل وقُتل في الحادث الطيار ومساعده بينما نجا لورانس مصابًا بكسر في الكتف وكسر في ضلعين. خلال فترة مكوثه القصيرة في المستشفى زاره الملك فيكتور إيمانويل الثالث ملك إيطاليا.

في عام 1918، زار الكاتب الأمريكي لويل توماس مدينة القدس والتقى بلورنس الذي أثارت صورته الغامضة في الزي العربي خيال توماس وفضوله على حد تعبير المؤلف ريكس هول. تعاون توماس ومصوره هاري تشيس لتصوير عدد كبير من الأفلام وإنتاج الصور التي يظهر فيها لورانس. قدم توماس عرضًا مسرحيا بعنوان (مع اللنبي في فلسطين) تضمن محاضرة وفقرات رقص وموسيقى عن الاستشراق، واصفًا الشرق الأوسط بأنه غريب وغامض وحسي وعنيف. عرضت المسرحية لأول مرة في نيويورك في مارس 1919، ووجهت دعوة لتوماس لتقديم العرض في إنجلترا، فوافق على القيام بذلك بشرط أن تكون دعوته من قبل الملك شخصيًا وأن يقدم العرض أما في شارع دروري لين الشهير بالعديد من المعالم الثقافية أو في دار الأوبرا الملكية. أقيم العرض في النهاية في دار الأوبرا الملكية في 14 أغسطس 1919 وحضره كبار المسؤولين في البلاد وأعيد عرضه لمئات المرات.

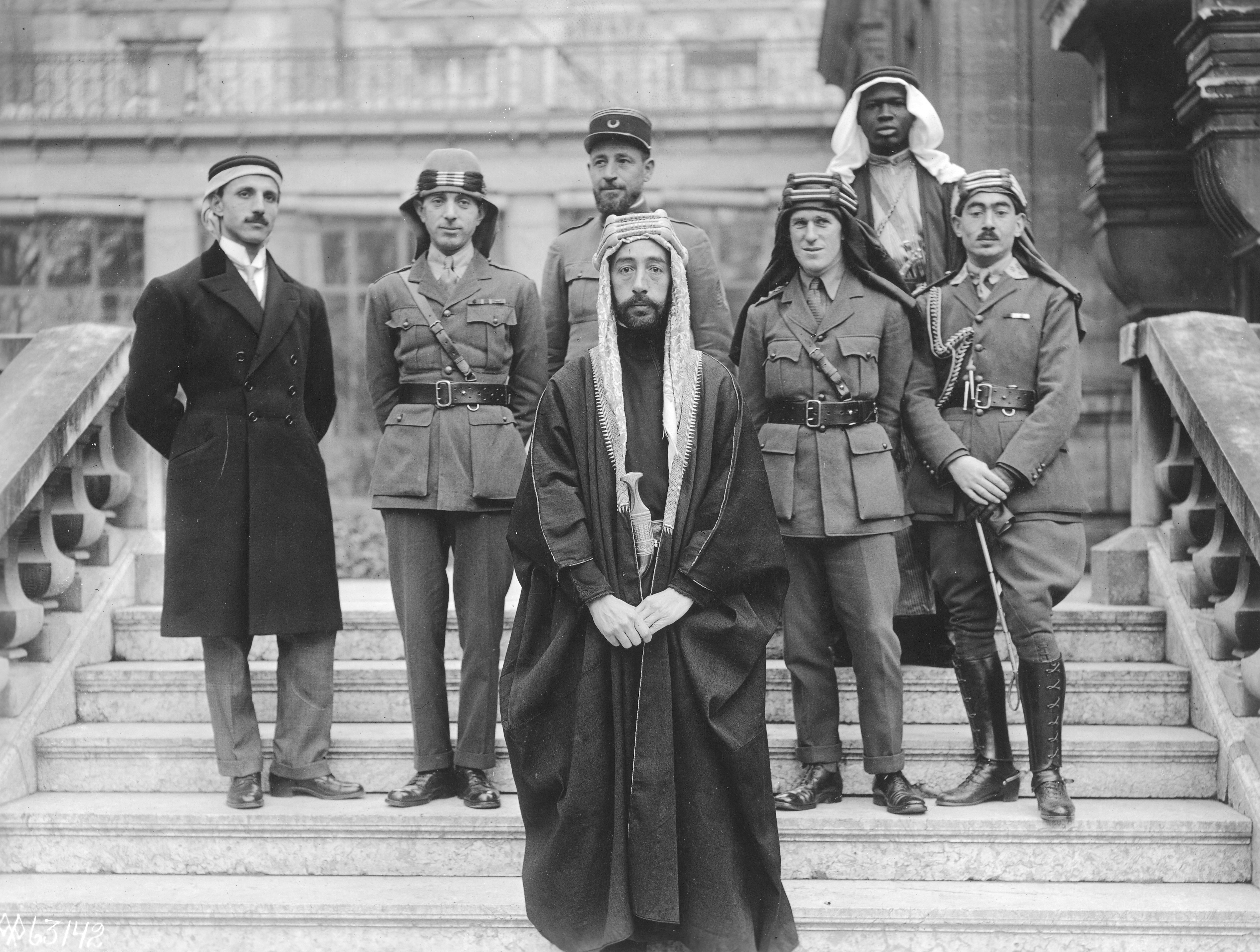
الأمير فيصل في فرساي خلال مؤتمر باريس للسلام عام 1919 من اليسار إلى اليمين: رستم حيدر، نوري السعيد، الأمير فيصل (الأمام)، النقيب بيساني (الخلف)، لورانس، خادم فيصل (الاسم غير معروف)، النقيب حسن خضري.

لعب لورانس في البداية دورًا ثانويا فقط في العرض، فقد كان التركيز الرئيسي فيه على حملات اللنبي. أدرك توماس لاحقًا أن صور لورانس مرتديا الزي البدوي هي التي استحوذت على مخيلة الجمهور، لذلك قام بتصوير لورانس مرة أخرى في لندن بالزي العربي. ومع هذه الصور الجديدة، أعاد توماس في أوائل عام 1920 إطلاق العرض المسرحي تحت العنوان الجديد (مع اللنبي في فلسطين ولورنس في شبه الجزيرة العربية) والذي حظي بشعبية كبيرة. زاد العرض الجديد من شهرة لورانس ونقله من ممثل بدور ثانوي إلى نجم شارك في معارك الشرق الأوسط، وأصبح اسم توماس مألوفا للعامة بعد أن كان غامضًا سابقًا. عمل لورنس مع توماس على كتابة سيناريو العرض، وأجاب على العديد من الأسئلة ونشر العديد من الصور. بعد النجاح الذي حققه العرض، أعرب لورنس في وقت لاحق عن أسفه وندمه لمشاركته فيه.
عمل لورنس مستشارًا لونستون تشرشل في مكتب وزارة المستعمرات في بريطانيا لما يزيد قليلاً عن عام بدءًا من فبراير 1920. كان يكره العمل البيروقراطي، فكتب في 21 مايو 1921 إلى روبرت جريفز: (أتمنى لو لم أذهب إلى هناك، العرب هم صفحة التاريخ التي طويتها؛ والنتائج هي أشياء فاسدة. أنا محتجز هنا أعمل في المكتب كل يوم وأقضي الكثير من الوقت هنا). سافر لورانس إلى الشرق الأوسط في مناسبات عديدة خلال هذه الفترة، وحمل لمرة واحدة لقب (كبير المسؤولين السياسيين في إمارة شرق الأردن). كما قام بحملة نشطة من أجل نشر رؤية وأفكار تشرشل للشرق الأوسط، ونشر مقالات في العديد من الصحف مثل صحيفة ذا تايمز، وذا أوبزرفر، ديلي ميل، وديلي إكسبريس.

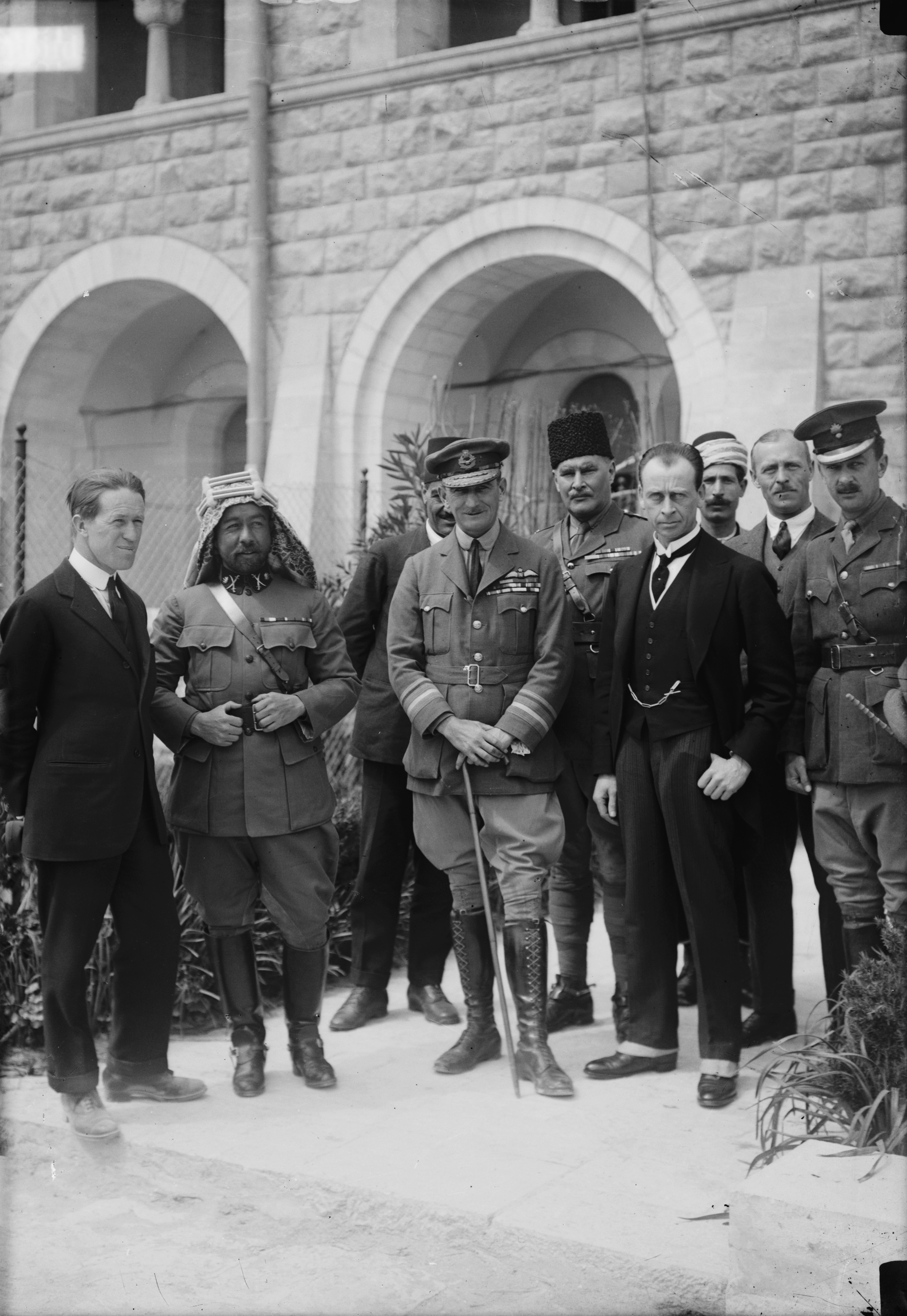
لورانس والأمير عبد الله والمارشال الجوي السير جيفري سالموند والسير ويندهام ديديس وآخرون في القدس.

كان لورانس يتمتع بسمعة سيئة في فرنسا خلال حياته، وحتى اليوم لا يزال يعتبر عدوًا عنيدًا لفرنسا، ينظر إليه بأنه الرجل الذي كان يحرض السوريين باستمرار على التمرد ضد الحكم الفرنسي طوال عشرينيات القرن الماضي. ومع ذلك، كتب المؤرخ الفرنسي موريس لاريس أن السبب الحقيقي لمشاكل فرنسا في سوريا هو أن السوريين أنفسهم رفضوا الحكم الفرنسي، وكان الفرنسيون بحاجة إلى كبش فداء لإلقاء اللوم عليه في الصعوبات التي يواجهونها في حكم البلاد. كتب لاريس أن لورانس عادة ما يُصوَّر في فرنسا على أنه (من أشد الكارهين لفرنسا)، لكنه في الحقيقة كان شخصًا فرانكوفيليا، يكن العشق والحب والتقدير لفرنسا وثقافتها وتاريخها ولغاتها.
بعد أن شاهد وأعجب بالاستخدام الفعال للقوة الجوية خلال الحرب، جُند لورانس للعمل في سلاح الجو الملكي في أغسطس 1922 بوظيفة قائد طائرة وقدم أوراق مزورة تحت اسم مستعار وهو (جون هيوم روس). في مركز تجنيد سلاح الجو الملكي البريطاني في كوفنت غاردن في لندن، قام أحد ضباط التجنيد وهو وليام ايرل جونز (الذي ألف لاحقا سلسلة روايات بيجلز) بمقابلة لورانس، رفض جونز توظيف لورانس لأنه شك بان اسم (روس) كان اسمًا مزيفًا، اعترف لورانس بأن الأمر كذلك وأنه قدم وثائق مزورة وغادر المكتب، لكنه عاد في وقت لاحق مع مبعوث تابع لسلاح الجو الملكي البريطاني الذي حمل أمرًا مكتوبًا بأن على جونز قبول لورانس.

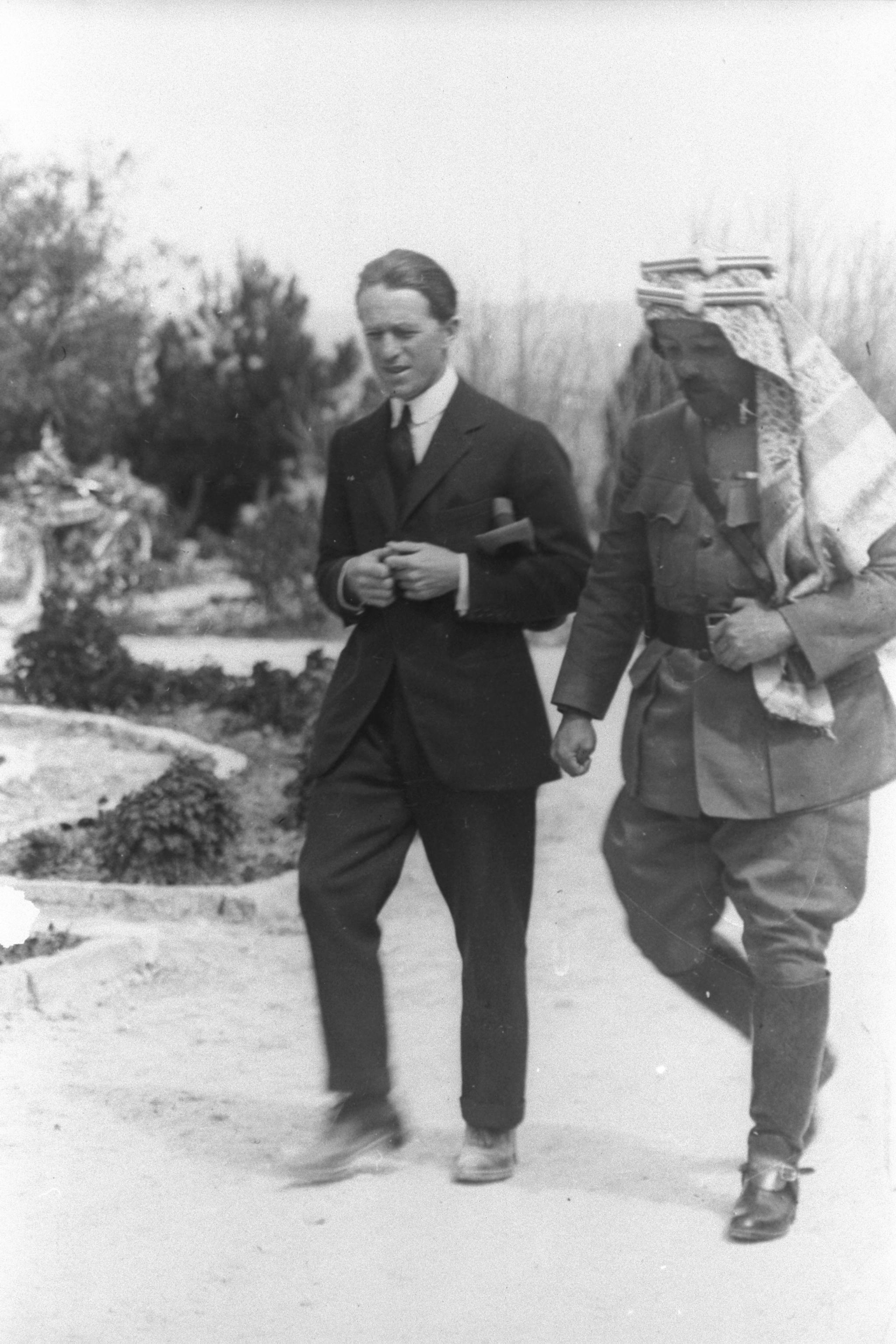
لورانس مع الأمير عبد الله بن الحسين (الملك عبد الله لاحقا) عام 1921.

ومع ذلك، أجبر لورانس على الخروج من سلاح الجو الملكي البريطاني في فبراير 1923 بعد الكشف عن هويته، فغير اسمه إلى (تي إي شاو) وانضم إلى كتيبة الدبابات الملكية في وقت لاحق من ذلك العام. كان لورانس غير سعيد بعمله وقدم التماسًا مرارًا وتكرارًا للانضمام إلى سلاح الجو الملكي البريطاني الذي أعاد قبوله في أغسطس 1925. وبعد أن عرفت حقيقته وشهرته مرة أخرى كمشارك في الثورة العربية ضد الأتراك في صحراء الشرق الأوسط، كُلف للعمل في أواخر عام 1926 في قواعد جوية في كراتشي وميران شاه في الهند البريطانية (باكستان الآن)، ومكث حتى نهاية عام 1928 إلى أن أُجبرعلى العودة إلى بريطانيا بعد أن بدأت الشائعات تنتشر عن تورطه في أنشطة تجسس.
اشترى لورانس عدة قطع صغيرة من الأراضي في مدينة شينغفورد، وبنى كوخًا وحوض سباحة هناك وكان يزورها بشكل متكرر. أزيل الكوخ في عام 1930 عندما استحوذ مجلس مقاطعة شينغفورد الحضري على الأرض التي منحت لمؤسسة مدينة لندن والتي قامت بدورها بإعادة بناء الكوخ في أرض تقع في مدينة لوتون. ومنذ ذلك الحين نصبت لوحة تذكارية على تلة هيل في المدينة لإحياء ذكرى تملك لورانس لأرض في تشينغفورد.
واصل لورانس الخدمة في سلاح الجو الملكي البريطاني في عدة قواعد جوية في ماونت باتن بالقرب من بليموث، وفي قاعدة سلاح الجو الملكي بالقرب من ساوثهامبتون، وقاعدة سلاح الجو الملكي البريطاني في بريدلينغتون في يوركشاير. تخصص في القوارب فائقة السرعة وشعر بسعادة غامرة، لكنه ترك الخدمة في النهاية وشعر بحزن شديد عندما انتهت فترة تجنيده في مارس 1935.

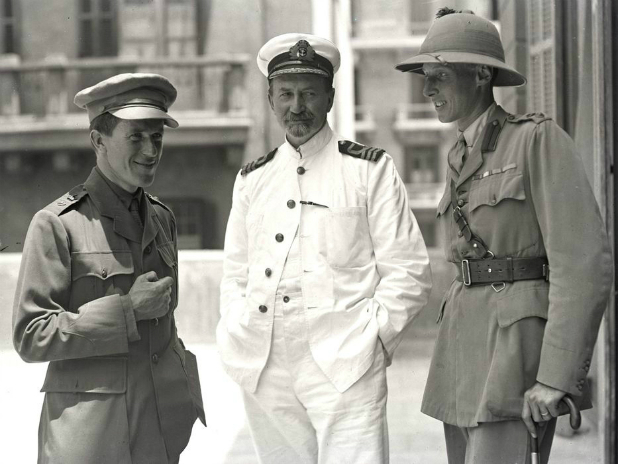
لورانس (يسار) مع عالم الآثار البريطاني ديفيد هوغارث (في الوسط) والمقدم دوناي في المكتب العربي بوزارة الخارجية البريطانية في القاهرة، مايو 1918.

في أواخر أغسطس أو أوائل سبتمبر 1931، أقام لورانس مع لوسي (سيدة هيوستن) على متن يختها الفاخر المسمى (ليبرتي) قبالة قرية كالشوت، وذلك قبل فترة وجيزة من بطولة كأس شنايدر للطائرات المائية والقوارب الطائرة، وفي رسائل لاحقة طلبت السيدة هيوستن نصيحة لورانس بشأن الحصول على سائق جديد لسيارتها من طراز رولز رويس قائلة: (سامحني لهذا الطلب لكنك تعرف كل شيء)، واقترحت عليه العمل في اليخت ليبرتي، بعد أن طردت القبطان من العمل لأن سلوكه كان سيئًا.
في الفترة ما بين الحرب العالمية الأولى والثانية، بدأ قسم القوارب البحرية في سلاح الجو الملكي البريطاني في تشغيل زوارق لعمليات الإنقاذ الجوي والبحري، والتي تميزت بسرعة عالية وقدرة أكبر. يعود الفضل للورانس بشكل جزئي في إدخال هذا النوع من القوارب عالية السرعة إلى قسم القوارب البحرية، فقد شاهد بعينه وفاة طاقم طائرة مائية غرقا لأن مركب الإنقاذ الذي أُرسل لإنقاذهم كان بطيئًا ووصل متأخرًا. عمل لورانس مع هوبير سكوت باين مؤسس (شركة القوارب البريطانية) لتطوير قارب إنقاذ من نوع (ST 200 Seaplane Tender Mk1) بطول 37.5 قدمًا (11.4 مترًا) وإدخاله في الخدمة، كان مدى هذا النوع من القوارب يصل إلى 140 ميلاً عند الإبحار بسرعة 24 عقدة ويمكن أن تصل سرعته القصوى إلى 29 عقدة.
كان لورانس سائق دراجات نارية متحمسًا، امتلك ثماني دراجات نارية من طراز برو سوبريور في أوقات مختلفة. آخر دراجة امتلكها كانت من طراز SS100 (تسجيل GW 2275) التي تمت إعارتها إلى المتحف الوطني للسيارات في بوليو ومتحف الحرب الإمبراطوري في لندن. كان لورانس أيضًا قارئًا شغوفًا لكتاب موت آرثر للكاتب الإنجليزي توماس مالوري وحمل نسخة من الكتاب في رحلاته. في عام 1934، قرأ خبرًا في صحيفة التايمز عن اكتشاف الباحث يوجين فينافير لمخطوطة في وينشستر وقاد دراجته النارية من مانشستر إلى وينشستر لمقابلة فينافير.

## وفاته

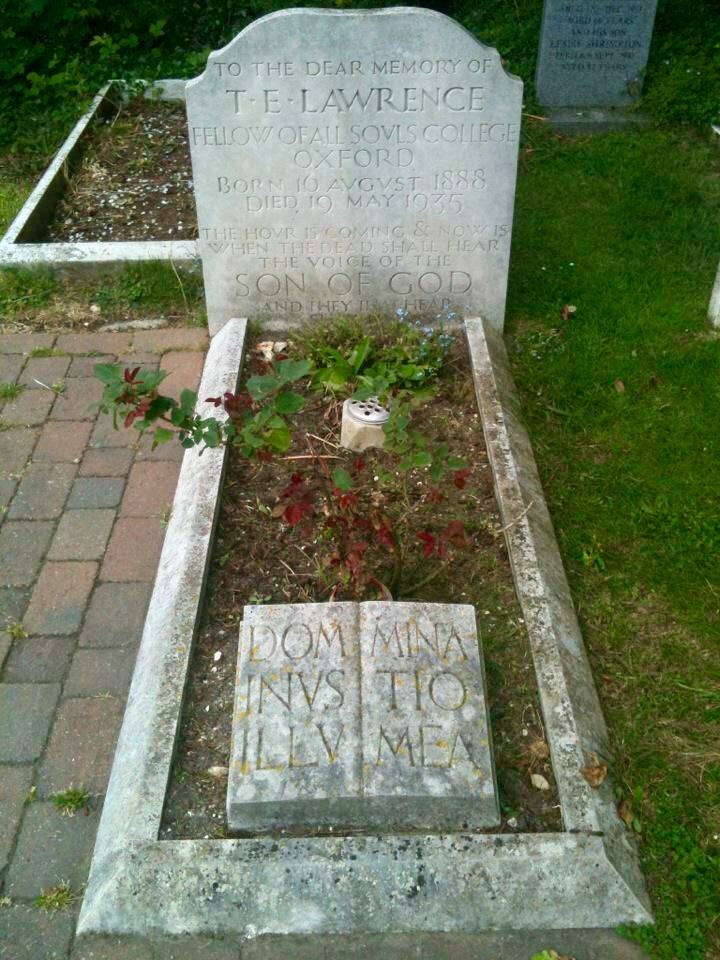
ضريح لورانس في مقبرة موريتون.

في 13 مايو 1935 أصيب لورانس بجروح قاتلة في حادث على دراجته النارية بعد شهرين فقط من ترك الخدمة العسكرية. كان يقود دراجته في دورست بالقرب من كوخه المسمى كلاودز هيل في مدينة ويرهام، تسبب وجود انحدار في الشارع بإعاقة رؤية لورانس لطفلين يقودان دراجتيهما فانحرف لتفاديهم، لكنه فقد السيطرة على دراجته وقذف لمسافة بعيدة. توفي بعد ستة أيام في 19 مايو 1935 عن عمر يناهز 46 عامًا. وضعت علامة على شكل نصب تذكاري صغير على جانب الطريق للدلالة على مكان الحادث. قيل أيضا أن هذا الحادث كان مفتعلًا.[بحاجة لمصدر]
أحد الأطباء الذين وصلوا إلى مكان الحادث كان جراح الأعصاب هيو كيرنز، الذي بدأ بعد ذلك بإجراء دراسة طويلة عن الحوادث التي تؤدي إلى وفاة سائقي الدراجات النارية بإصابات في الرأس. أدى بحثه في النهاية إلى التوصية باستخدام خوذات الدراجات النارية العسكرية والمدنية على حد سواء.
كان لورانس قد اشترى من اقاربه من عائلة فرامبتون منطقة تدعى موريتون (وهي قرية وأبرشية مدنية في دورست) تقع على حدود معسكر بوفينجتون وهو قاعدة عسكرية للجيش البريطاني، وكان يزورهم باستمرار في منزلهم، وراسل لعدة سنوات فتاة من العائلة نفسها اسمها لويزا فرامبتون. رتبت والدة لورانس مع عائلة فرامبتون لدفن جثمانه في قطعة أرض تملكها العائلة في مقبرة منفصلة تتبع لكنيسة القديس نيكولاس في موريتون. دُفن لورانس في مقبرة موريتون بعد تشييعه في جنازة مهيبة حضرها شخصيات سياسية وعسكرية مهمة ورموز للمجتمع البريطاني الأرستقراطي مثل ونستون شرشل، إي إم فورستر، لورد لويد، نانسي أستور، الجنرال وفل، اغسطس جون وغيرهم، كما حضر الجنازة بعض من أصدقائه بالإضافة إلى شقيقه الأصغر أرنولد.

## الشواهد الأثرية
في عام 2014 عثرعلى بقايا لمخيم سري في منطقة نائية بصحراء الأردن على مقربة من الحدود مع المملكة العربية السعودية يعتقد أن لورانس اقام فيه، تمت عملية الاكتشاف بفضل خريطة كانت بحوزة طيار سابق في سلاح الجو الملكي البريطاني كان قد رسمها عام 1918م الذي أشار فيها إلى موقع مخيم لورنس، استخدم لورنس المخيم السري الذي عاش فيه ما بين 1917 و1918 كقاعدة انطلاق لحرب العصابات ضد القوات العثمانية وقطع إمدادها وتحقق فيها النصر لقوات الثورة العربية الكبرى.[بحاجة لمصدر]
وفي عام 2020 أعلنت وزارة السياحة السعودية أن المنزل الذي أقام فيه لورنس في ينبع في الليلة التي سبقت حملته الشهيرة ضد الأتراك سيرمم لتحويله إلى معلم سياحي.

## أعماله الأدبية
كان لورانس كاتبًا غزير الإنتاج طوال حياته، نسبة كبيرة من كتاباته عبارة عن رسائل؛ وكان يرسل عدة رسائل كل يوم في المتوسط ونشرت مجموعات مختلفة من رسائله. كان جورج برنارد شو، إدوارد إلجار، ونستون تشرشل، روبرت جريفز، نويل كوارد، إي إم فورستر، سيجفريد ساسون، جون بوشان، أغسطس جون، وهنري ويليامسون من بين العديد من الأشخاص البارزين الذين تواصل لورانس معهم. كما التقى بجوزيف كونراد وأدلى بملاحظات ثاقبة حول كتاباته. تكشف رسائل لورانس العديدة التي أرسلها إلى (شارلوت) زوجة جورج برنارد شو الكثير عن ملامح شخصيته. كان لورانس يجيد التحدث باللغة الفرنسية والعربية بطلاقة، وقارئًا للغة اللاتينية واليونانية القديمة.

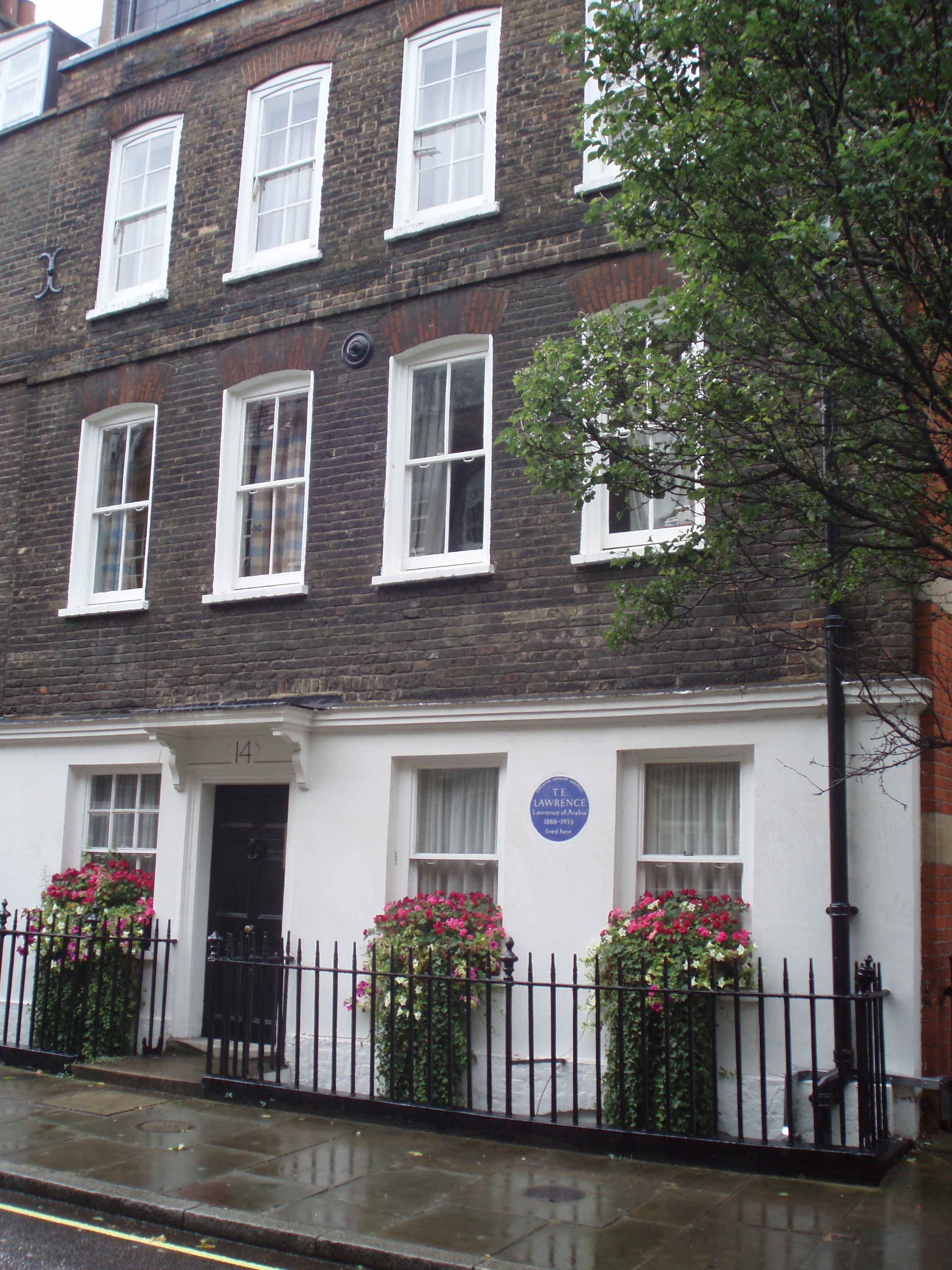
المنزل الذي أقام فيه لورانس في لندن عندما ألف كتاب: أعمدة الحكمة السبعة.

نشر لورنس ثلاثة أعمال رئيسية في حياته، أكثرها شهرة هو كتاب (سبعة أعمدة الحكمة) الذي تحدث فيه عن مشاركته في الثورة العربية الكبرى ضد الأتراك، كما قام بترجمة كتابين للإنجليزية الأول هو الأوديسة للشاعر الاغريقي هوميروس، والثاني هو رواية بعنوان (عملاق الغابة) وكان الأخير عملًا منسيًا من الروايات الفرنسية. حصل لورانس على المال نظير الترجمة الثانية إذ كان يدفع له رسومًا ثابتة، أما بالنسبة للترجمة الأولى فقد كان يدفع له مبلغ جيد بالإضافة إلى حقوق الترجمة.
أعمدة الحكمة السبعة
يعتبر هذا الكتاب أهم أعمال لورانس الأدبية، إذ سرد فيه تجاربه في الحروب. في عام 1919، انتخب لزمالة بحثية لمدة سبع سنوات في كلية أول سولز في أكسفورد مما وفر له الدعم أثناء تأليفه للكتاب. يستشهد بأجزاء معينة من الكتاب أيضًا في مقالات حول الإستراتيجية العسكرية والثقافة والجغرافيا العربية ومواضيع أخرى. أعاد نسخ الكتاب ثلاث مرات منها مرة واحدة معتمدا على ذاكرته بعض ضياع المخطوطة.
احتوى كتاب (أعمدة الحكمة السبعة) على عبارات ومزاعم أضافها لورانس ليجعل من القصص أكثر تشويقا، على الرغم من أن بعض المزاعم تم دحضها بمرور الوقت وتحديدًا في كتاب (لورنس العرب: السيرة الذاتية المرخصة) للمؤلف جيريمي ويلسون. تدحض أيضا دفاتر الملاحظات التي كتبها لورانس ادعاءاته بأنه عبر شبه جزيرة سيناء من العقبة إلى قناة السويس في 49 ساعة فقط دون نوم. في الواقع استمرت رحلة الجمال الشهيرة هذه لأكثر من 70 ساعة وتخللها استراحة طويلة للنوم، ولكن لورانس أغفلها عندما كتب كتابه.
في مقدمة الكتاب، أقر لورانس بمساعدة جورج برنارد شو في تحرير الكتاب. نُشرت الطبعة الأولى في عام 1926 كنسخة اشتراك خاص باهظة الثمن، طُبع الكتاب في لندن بواسطة هربرت جون هودجسون وروي مانينغ بايك، وزود بالرسوم إلايضاحية والصور من قبل إريك كينينجتون وأوغسطس جون وبول ناش وبلير هيوز ستانتون وزوجة هيوز ستانتون جيرترود هيرميس. كان لورانس يخشى أن يعتقد العامة أنه يسعى لتحقيق سيحقق دخل كبير من الكتاب، وذكر أنه ألف الكتاب كنتيجة لخدمته العسكرية وأقسم أنه لن يأخذ أي نقود من هذا العمل وبالفعل لم يفعل ذلك لأن سعر البيع كان ثلث تكاليف الإنتاج، مما تركه في ديون كبيرة.
أشاد فرد هاليداي بصفته متخصصًا في شؤون الشرق الأوسط بكتاب (أعمدة الحكمة السبعة) ووصفه بأنها «عمل نثري رائع» لكنه وصف علاقته بدراسة التاريخ والمجتمع العربي بأنها «عديمة القيمة تقريبًا».
ثورة في الصحراء
هذا الكتاب هو نسخة مختصرة من كتاب أعمدة الحكمة السبعة، بدأ لورانس في تأليفه في عام 1926 ونُشر في مارس 1927 بإصدارات محدودة وتجارية. وحقق مبيعات جيدة.
الكتابات
| # | الكتاب                                     | الوصف | ردمك                 |
| - | ------------------------------------------ | --- | -------------------- |
| 1 | أعمدة الحكمة السبعة (أو سبعة أعمدة للحكمة) | سيرة ذاتية للورانس يسرد فيه مشاركته في الثورة العربية الكبرى ووقوفه مع القوات العربية ضد الجيش العثماني.  | (ردمك 0-8488-0562-3) |
| 2 | ثورة في الصحراء                            | نسخة مختصرة من سبعة أعمدة الحكمة.                                                                         | (ردمك 1-56619-275-7) |
| 3 | النعنع                                     | يتحدث لورانس في هذا الكتاب عن الفترة التي قضاها في خدمة في سلاح الجو الملكي البريطاني وما عاصره من أحداث. | (ردمك 0-393-00196-2) |
| 4 | ترجمة كتاب الأوديسة للشاعر هوميروس         | ترجم لورانس هذا الكتاب من اليونانية ونُشر لأول مرة عام 1932                                                | (ردمك 0-19-506818-1) |
| 5 | ترجمة عملاق الغابة                         | ترجم لورانس هذا الكتاب من الفرنسية ونُشر لأول مرة عام 1924                                                 |                      |
| 6 | رسائل لورانس                               | مجموعة من الرسائل المختارة والمنقحة للورانس من إعداد الكاتب مالكوم بروان.                                 | (ردمك 0-460-04733-7) |
| 7 | حرب العصابات                               | مقالة نشرت عام 1929 في موسوعة بريتانيكا.                                                                  |                      |

## ميوله الجنسية
ناقش كتاب سيرة لورانس حياته الجنسية بإسهاب وقد وصل هذا النقاش إلى الصحافة الشعبية. لا يوجد دليل موثوق به على العلاقة الحميمة الجنسية بالتراضي بين لورانس وأي شخص. أعرب أصدقاؤه عن رأي مفاده أنه كان لاجنسيًا، وأنكر لورانس نفسه أي تجربة شخصية للجنس على وجه التحديد في رسائل خاصة متعددة. أدعى بعض الكتاب بأن لورانس كان على علاقة حميمية مع شخص يدعى (داهوم) الذي عمل معه في التنقيب الأثري قبل الحرب في كركميش، وكان على علاقة أيضا مع أحد زملاءه أثناء الخدمة العسكرية، لكن سيرة حياته ومعاصريه لم يقتنعوا بهذه الإدعاءات.

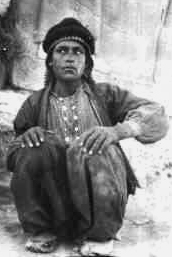
سليم احمد الداهوم مرافق لورنس.

ذكر لورانس في كتابه (أعمدة الحكمة السبعة) إهداءه لقصيدة بعنوان «إلى S.A.» يقول فيها:
أحببتك، فرسمت خطوط المد والجزر تلك للرجال على يدي (وهو تعبير مجازي يقصد فيه أن السفن تحتاج عادة إلى مد وجذر مرتفع لدخول الميناء أو مغادرته. وعندما يأتي المد والجزر فيجب على السفن المنتظرة اغتنام الفرصة دون تأخير).
وكتبت وصيتي عبر السماء في النجوم
لتكسب الحرية، المنزل الرائع ذو الأعمدة السبعة،
أن عيونك قد تكون مشرقة بالنسبة لي
عندما أتينا.
لم يحدد لورانس هوية الشخص الذي أشار إليه بالحرفين "S.A." في القصيدة، قيل أن هذان الحرفان قد يشيران إلى رجل أو امرأة أو ربما الأمة العربية ككل. النظرية الأكثر شيوعًا هو أن S.A تشير إلى شخص يدعى (سليم أحمد) داهوم الذي توفي على الارجح بالحمى النمشية قبل عام 1918.
كان لورانس في مرحلة من مراحل حياته معارضًا رسميًا قويًا للمثلية الجنسية، لكن كتابته حول هذا الموضوع كانت متسامحة. كتب لورانس إلى شارلوت باين تاونسند (وهي ناشطة سياسية إيرلندية) قائلا: (لقد رأيت الكثير من الرجال الذين يحبون الرجال: جميلون جدًا ومن حسن حظهم أن بعضهم كانوا كذلك)، كما أشار لورانس إلى «الانفتاح والصدق في الحب الكامل» في إحدى المناسبات في كتابه (أعمدة الحكمة السبعة) عند مناقشة العلاقات بين المقاتلين الشباب في الحرب.
هناك أدلة كثيرة على أن لورانس كان ساديا مازوخيا، كتب في وصفه للضرب الذي تعرض له في حادثة درعا قائلا: (إن الدفء اللذيذ ربما الجنسي كان ينتفخ في داخلي)، ووصف بشكل مفصل سوط الحراس بأسلوب نموذجي شبيه بكتابة الساديين المازوخين. وفي وقت لاحق من حياته، دفع لورانس مبلغا من المال لزميله العسكري ليضربه  ويخضعه لاختبارات رسمية قاسية لللياقة والقدرة على التحمل. كتب جون بروس أولا حول هذا الموضوع، والذي تضمن بعض الادعاءات الأخرى غير الجديرة بالثقة، لكن كتاب سيرة لورانس ينظرون إلى الضرب على أنه حقيقة ثابتة في حياة لورانس. كان الروائي الفرنسي أندريه مالرو معجبًا بلورانس وكتب عنه قائلا أنه: (كان لديه رغبة بإذلال الذات)، وذكر كاتب السيرة الذاتية المؤرخ لورانس جيمس أن الأدلة تشير إلى وجود «سادية مازوخية قوية للمثلية الجنسية عند لورانس»، مشيرًا إلى أن لورانس لم يطلب أبدًا من النساء أن يضربوه.
يرى عالم النفس جون إدوارد ماك وجود علاقة محتملة بين السادية المازوخية للورانس والضرب الذي تعرض له في طفولته من والدته لسوء سلوكه المتكرر. وكان هذا الضرب باعتقاد أخيه أرنولد يهدف إلى تحطيم معنويات أخيه. اقترح أنجوس كالدر في عام 1997 أن سادية لورانس الظاهرة وكراهية الذات ربما تنبع من الشعور بالذنب لفقدان إخوته فرانك وويل على الجبهة الغربية جنبًا إلى جنب مع العديد من أصدقاء المدرسة الآخرين، بينما بقي هو على قيد الحياة.

## لورنس في الأدب والثقافة
الأفلام
- اشترى ألكسندر كوردا في الثلاثينيات حقوق فيلم (الأعمدة السبعة). كان العمل لا يزال قيد التطوير، وشارك فيه العديد من الممثلين الذين قاموا بدور البطولة مثل ليزلي هوارد.[176]
- ترشح بيتر أوتول لجائزة الأوسكار لأفضل ممثل لتجسيده شخصية لورانس في فيلم لورنس العرب عام 1962.[177]
- جسد الممثل روبرت باتينسون شخصية لورانس في دراما السيرة الذاتية لعام 2014 بعنوان (ملكة الصحراء) التي تتحدث عن غيرترود بيل.[178]

الكتب
كتب عن لورانس باللغة العربية
- شاكرخليل نصار، لورنس والعرب، بيروت 1930
- سليمان الموسى، لورنس والعرب : وجهة نظر عربية.عمان 2010، 1993، 1962
- رفيق خوري، لورنس العرب : الشذوذ والخيانة.بيروت، (مجلة النهار) 1968
- صبحي العمري، لورنس كما عرفته، بيروت 1969
- صبحي العمري، لورنس الحقيقة والأكذوبة.لندن، ليماسول 1991
- زهدي الفاتح، لورنس العرب على خطى هرتزل بيروت 1971، 1980، 1986، 1991
- د. رؤوف سلامة موسى، لورنس العرب. بيروت والقاهرة، 1983.
- د. عبد المنعم مصطفى الشعار، لورنس : قصة حياته، بغداد 1990
- محمد نمر المدني، لورنس وعبور الصحراء.بيروت، 1997
- جميل عويدات، لورنس العرب: شخصيته ودوره واختلاف الآراء فيه، بيروت 2000
- علي الجوهري، لورنس العرب : الرجل الذي خان العرب القاهرة، 2001.
- حسام علي محسن مدامغة، لورنس والقضية العربية 1888-1935 دمشق، 2004، 2005
- هشام محمد، لورانس العرب ملك الجواسيس، القاهرة، دار مشارق الطبعة الأولى 2008
- حسيب حديد، لورنس العرب بين الحقيقة والخيال، دار الكلية العلمية، بيروت 2013
- هشام خضر، لورنس العرب ملك الجواسيس، مكتبة النافذة، القاهرة 2015
- كتاب لورنس العرب (ملك الجواسيس) لمؤلفه هشام محمد - دار مشارق

كتب عن لورنس مترجمة إلى العربية
- الثورة العربية، تعريب عبد المسيح وزير، القاهرة 1927
- الثورة العربية، تعريب كامل صموئيل مسيحة، بيروت، ؟ - 1934
- الثورة في الصحراء، تعريب د. رشيد كرم، القاهرة 1950
- الثورة العربية، تعريب شعبان بركات، بيروت 1989، عمان 1990.
- أعمدة الحكمة السبعة، تعريب سليم النعيمي، بغداد 1947
- أعمدة الحكمة السبعة، بيروت 1963، 1965, 1979, 1980+ طبعة بدون تاريخ
- أعمدة الحكمة السبعة، بيروت 1968، 1971
- أعمدة الحكمة السبعة، تعريب محمد النجار، عمان 1998، 2001، 2015
- مختارات من رسائل لورنس، تعريب د. عبد المنعم الناصر، بغداد 1988
- اسرار لورنس العرب، ترجمة وتحقيق سامي حجازي وفؤاد فراج، عمان 2009
- ثورة في الصحراء، هيئة أبو ظبي للثقافة والفنون، أبو ظبي 2012
- اعمدة الحكمة السبعة، دار الخلود للنشر والتوزيع، القاهرة 2010
- اعمدة الحكمة السبعة، مكتبة النافذة، القاهرة 2013
- أعمدة الحكمة السبعة، دار الحرم للنشر، القاهرة 2014
- أعمدة الحكمة السبعة، مكتبة ابن سينا، القاهرة 2017
- لورنس بطل الجزيرة، بربدج وتشرشل، القاهرة 1945 ؟
- لورنس في بلاد العرب، لويل توماس، ترجمة كامل صموئيل مسيحة، بيروت 1933 عمان 2009
- لورنس العرب، بربدج، ترجمة د. عبد المنعم مصطفى الشعار، بغداد1950
- لورنس المغامر الإنكليزي الشهير، ترجمة د. عبد المنعم مصطفى الشعار بغداد 1950
- لورنس في البلاد العربية، الدنجتون، القاهرة 1966
- لورنس لغز الجزيرة، توماس وناتنغ، بيروت، 1969، 1982، 1987، 1993، 1999 القاهرة 2010
- روس أو لورنس العرب، راتيجان، الكويت 1971.
- لورنس العرب، راتيجان، بيروت 1982
- المخفي من حياة لورنس العرب، نايتلي وسمبسون، بيروت 1971.
- لورنس العرب، كينيث الآن، بيروت 1984
- لورنس العرب : الأسطورة والواقع، ستيوارت، القاهرة، (مجلة روز اليوسف) 1977
- لورنس العرب – السيرة الذاتية، جيرمي ولسون، تعريب محمد نجار، عمان2000, 2008
- لورنس .. ملك العرب غير المتوج ـ مايكل آشر، ترجمة د.فاطمة نصر، القاهرة 2000
- يوميات لورانس العرب من العالم الآخر، جين شيروود، الإسكندرية 2005
- مغامرات مع لورنس في جزيرة العرب، لويل توماس، أبو ظبي 2013
- الحياة السرية للورنس العرب، نايتلي وسمبسون، الموصل 2013
- لورنس العرب سيرة موجزة، بربدج وتشرتشل، القاهرة 2016
- الصحراء تشتعل لورانس العرب وأسرار الحرب البريطانية
- في الجزيرة العربية، جايمس بار، بيروت 2018

في التلفاز
- جسد الممثل جودسون سكوت[الإنجليزية] شخصية لورانس في المسلسل التلفزيوني فويجرز[الإنجليزية] الذي أنتج عام 1982.[179]
- لعب الممثل رالف فينيس دور لورانس في الفيلم البريطاني (رجل خطير: لورانس بعد الجزيرة العربية) الذي أنتج عام 1992.[180]

الموسيقى
ذكر لورانس وأعماله البطولية في أغنية ملحمية بعنوان (سبعة أعمدة للحكمة) غنتها فرقة موسيقى الميتال السويدية التاريخية ساباتون في ألبومها الصادر عام 2019 بعنوان (الحرب العظمى).
المسرح
- كان لورانس موضوعًا لمسرحية (روس) المثيرة للجدل للمخرج تيرنس راتيغان والتي كشفت عن الشذوذ الجنسي المزعوم للورانس. عرضت المسرحية في لندن في 1960–61 من بطولة أليك غينيس وجيرالد هاربر. كُتبت المسرحية في الأصل كسيناريو لكنها لم تتحول إلى فيلم.[182]

## وصلات خارجية
- توماس إدوارد لورنس على موقع IMDb (الإنجليزية)
- توماس إدوارد لورنس على موقع الموسوعة البريطانية (الإنجليزية)
- توماس إدوارد لورنس على موقع مونزينجر (الألمانية)
- توماس إدوارد لورنس على موقع إن إن دي بي (الإنجليزية)
- توماس إدوارد لورنس على موقع قاعدة بيانات الفيلم (الإنجليزية)
- (فيديو) وثائقي عن حياة لورنس العرب من قناة الجزيرة الوثائقية.
- كتاب (أعمدة الحكمة السبعة)النسخة العربية من المكتبة الوقفية